# Biserica de lemn din Gârbău

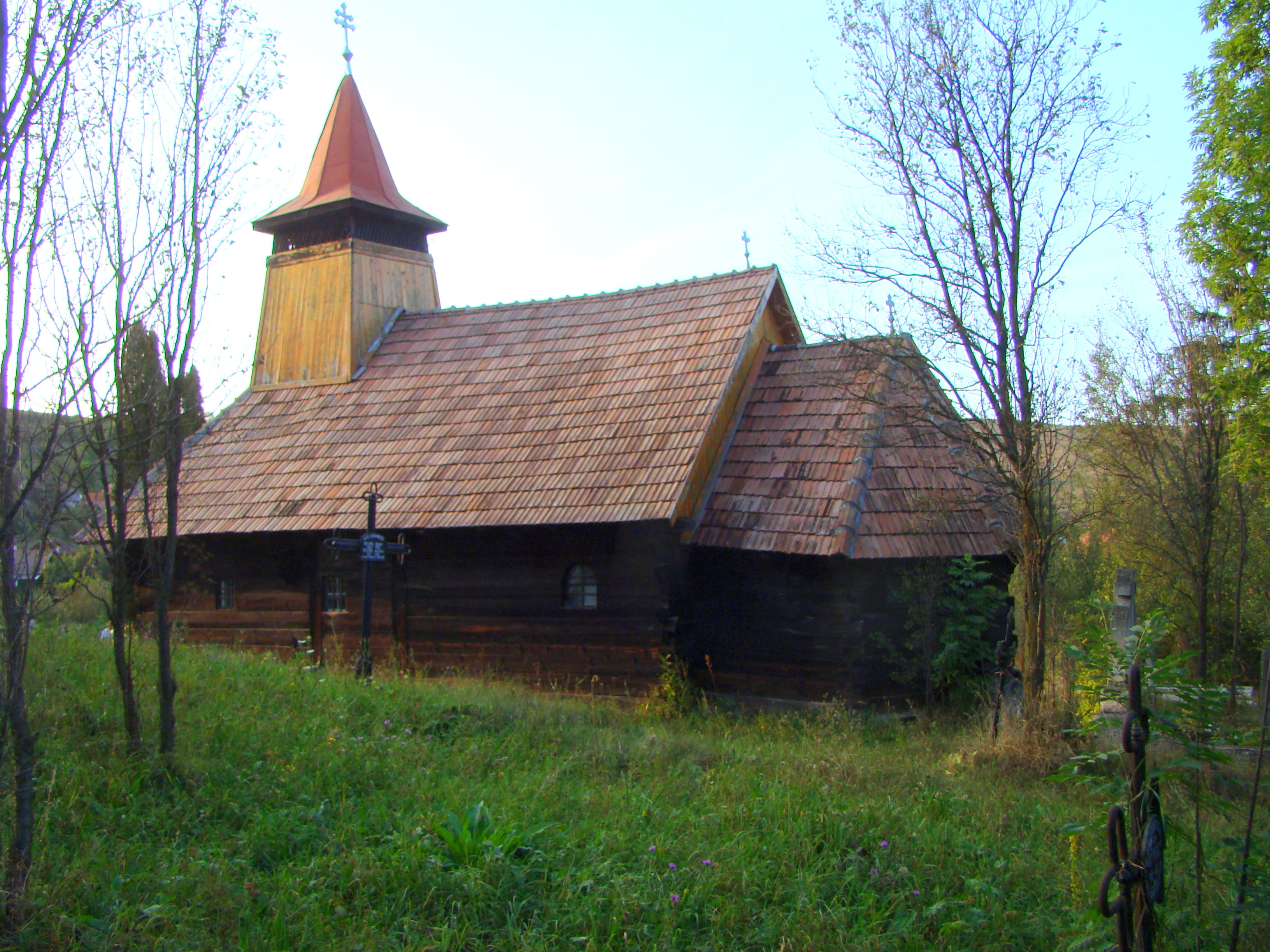
Biserica de lemn din Gârbău, județul Cluj (septembrie 2020)

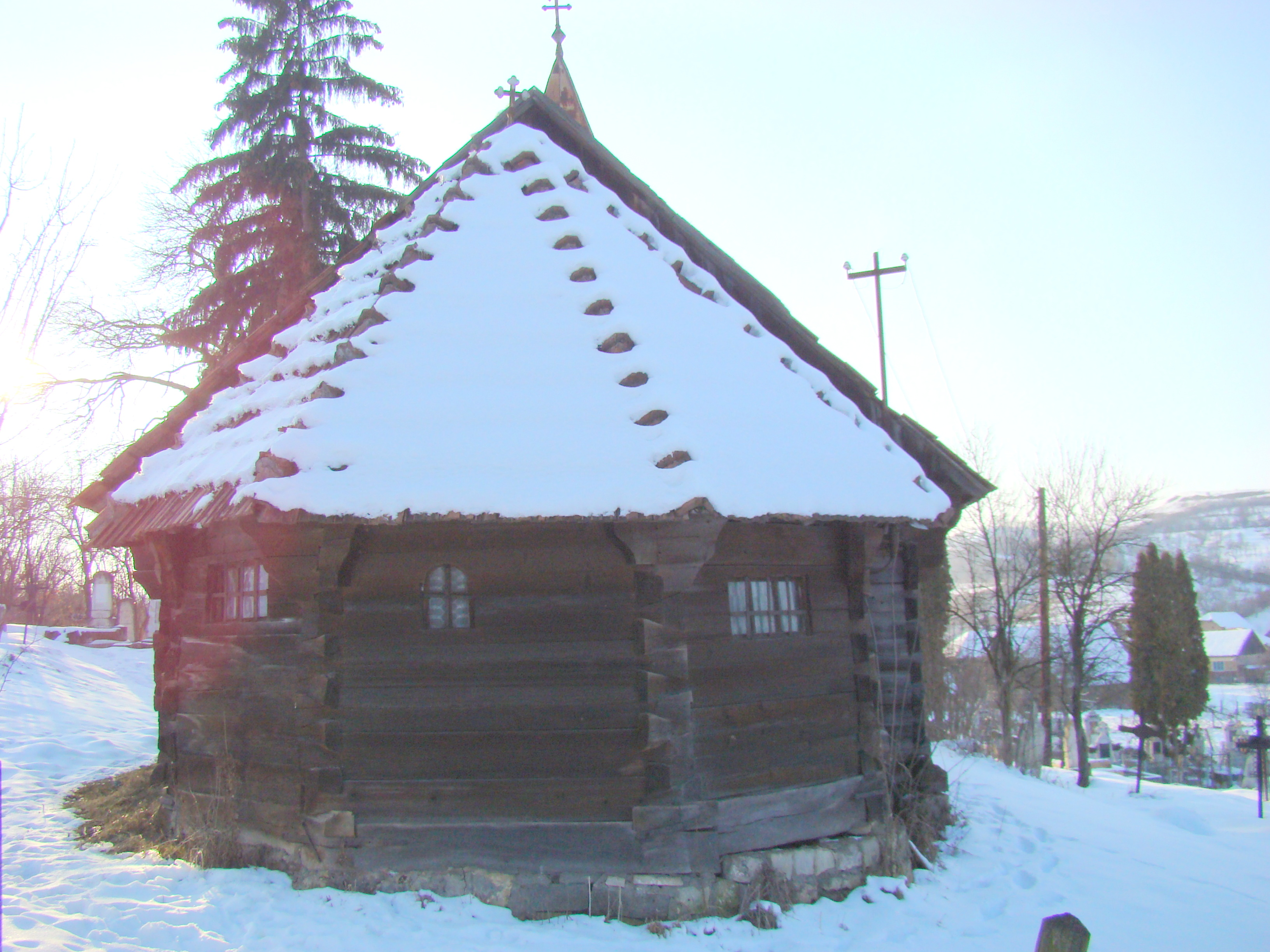
Absida altarului

Biserica de lemn din Gârbău, comuna Gârbău, județul Cluj, datează din secolul al XIX-lea . Biserica se află pe noua listă a monumentelor istorice sub codul LMI:  CJ-II-m-B-07618 și are hramul „Sfinții Arhangheli Mihail și Gavriil”.

## Istoric și trăsături
Biserica a fost construită între anii 1845-1848, în timpul păstoririi preotului Vasile Lobonț. Este construită din bârne de lemn de brad, pe tălpoaie din lemn de stejar. Biserica are o lățime de 6 m și un altar decroșat, de formă hexagonală în suprafață de 10 metri pătrați. Iconostasul este confecționat din lemn de brad având trei deschizături unde se află trei dvere. Șindrila de pe acoperiș a fost înlocuită cu țiglă în anul 1967. Tot atunci i s-a adosat și pridvorul închis și a fost modificat turnul. Biserica nu a fost pictată niciodată, fiind împodobită doar cu icoane și ștergare. În anul 2013 au avut loc lucrări de reparații la structură și la acoperiș.

## Imagini din exterior

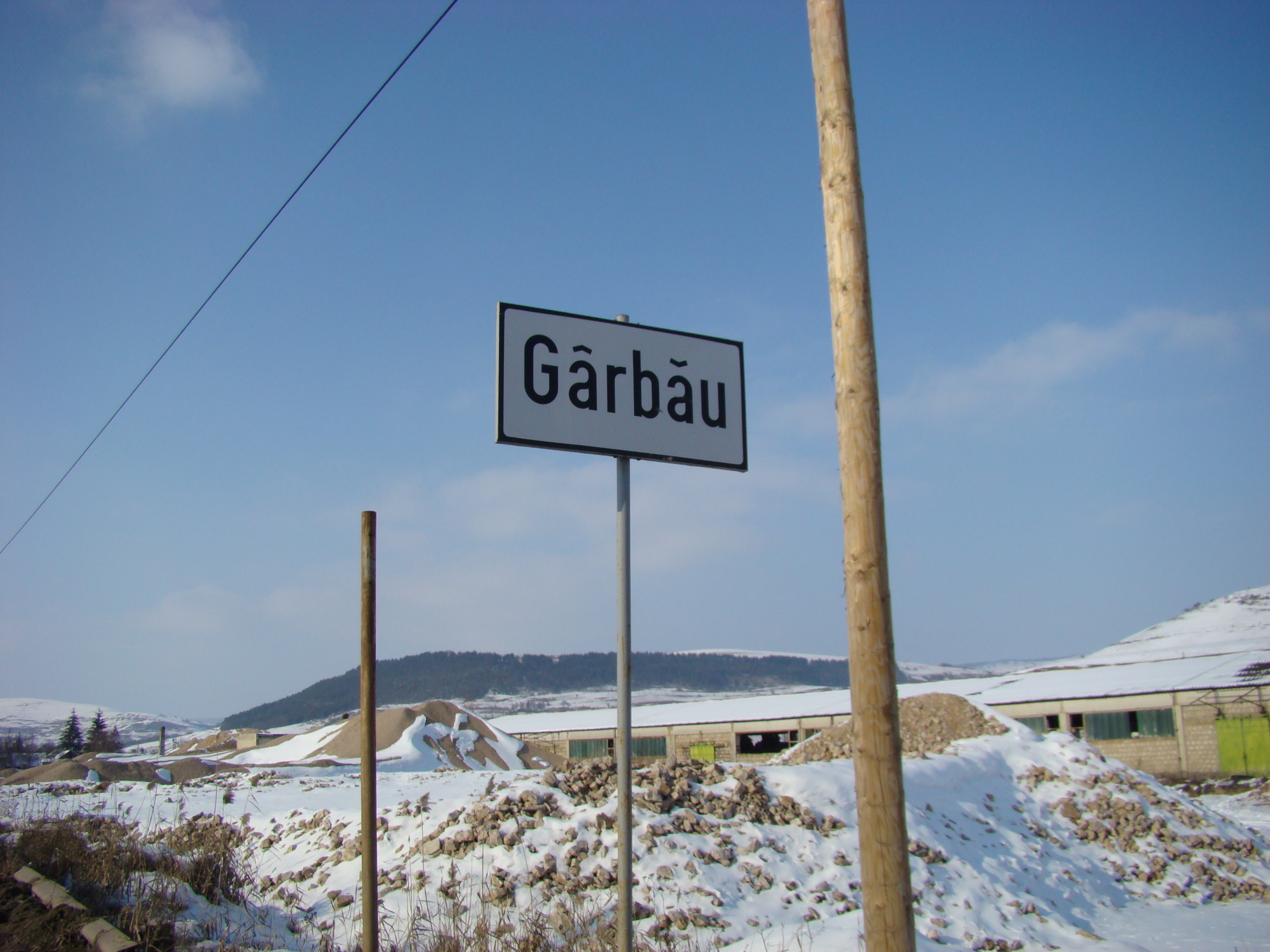
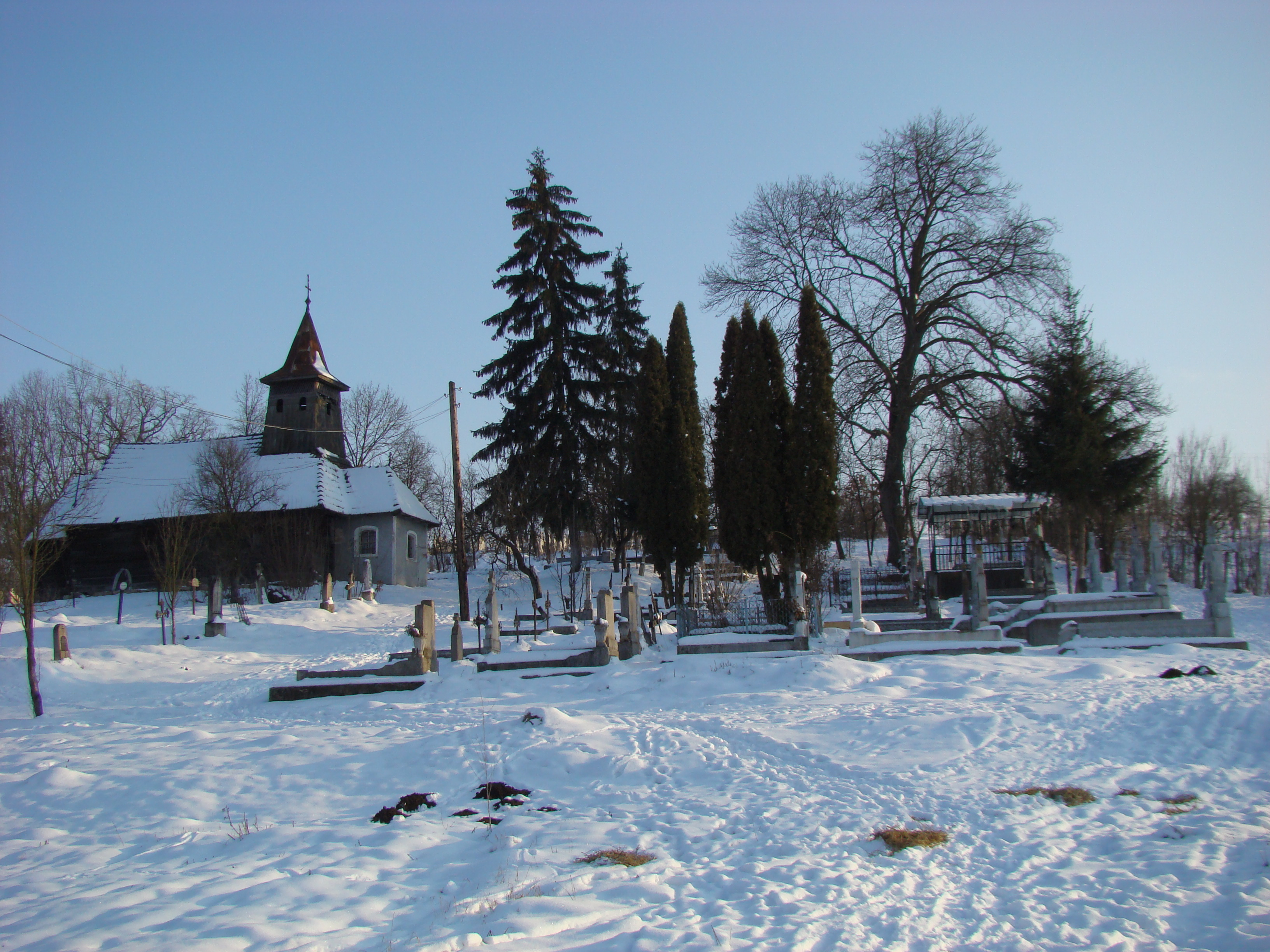
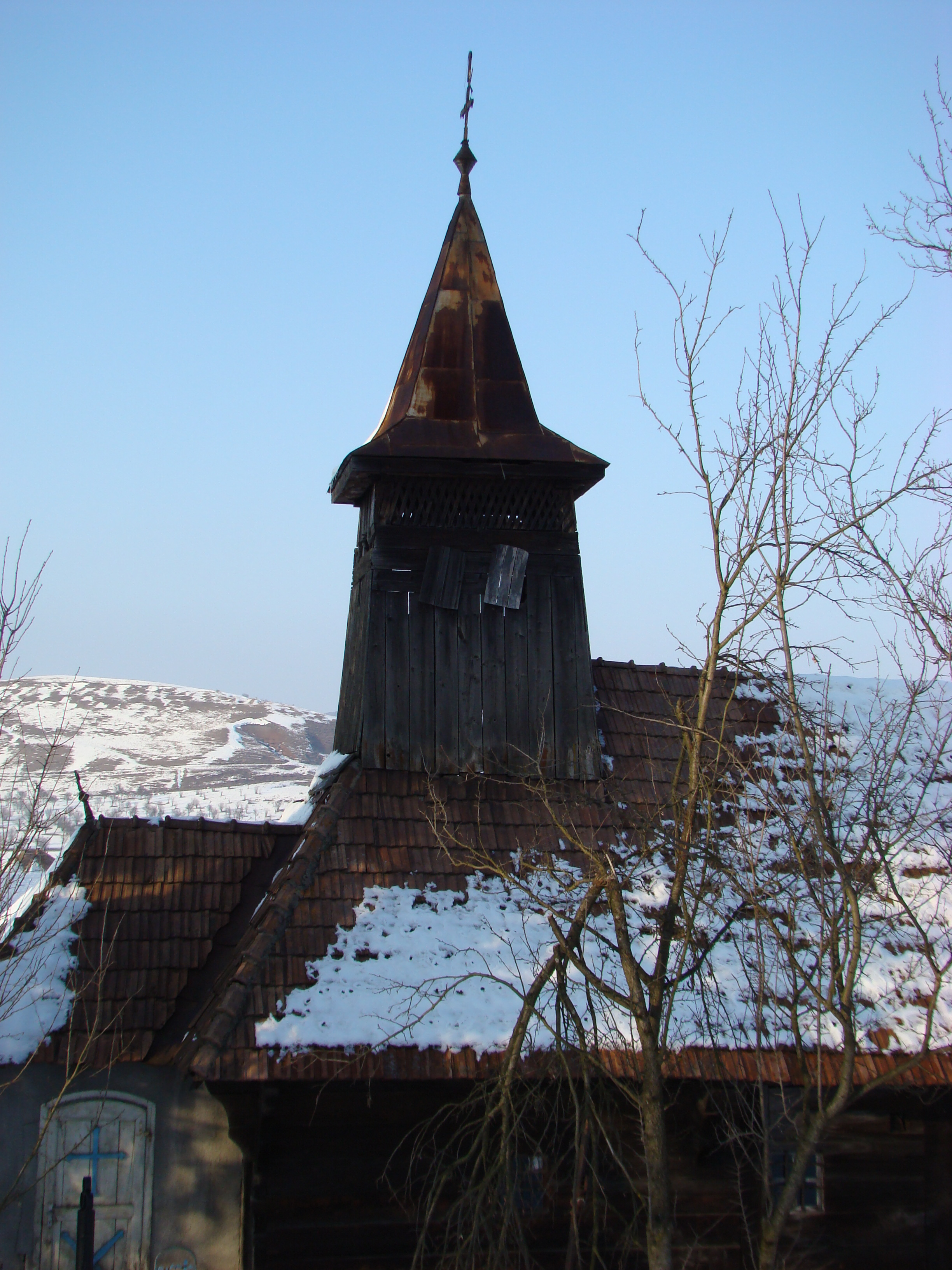
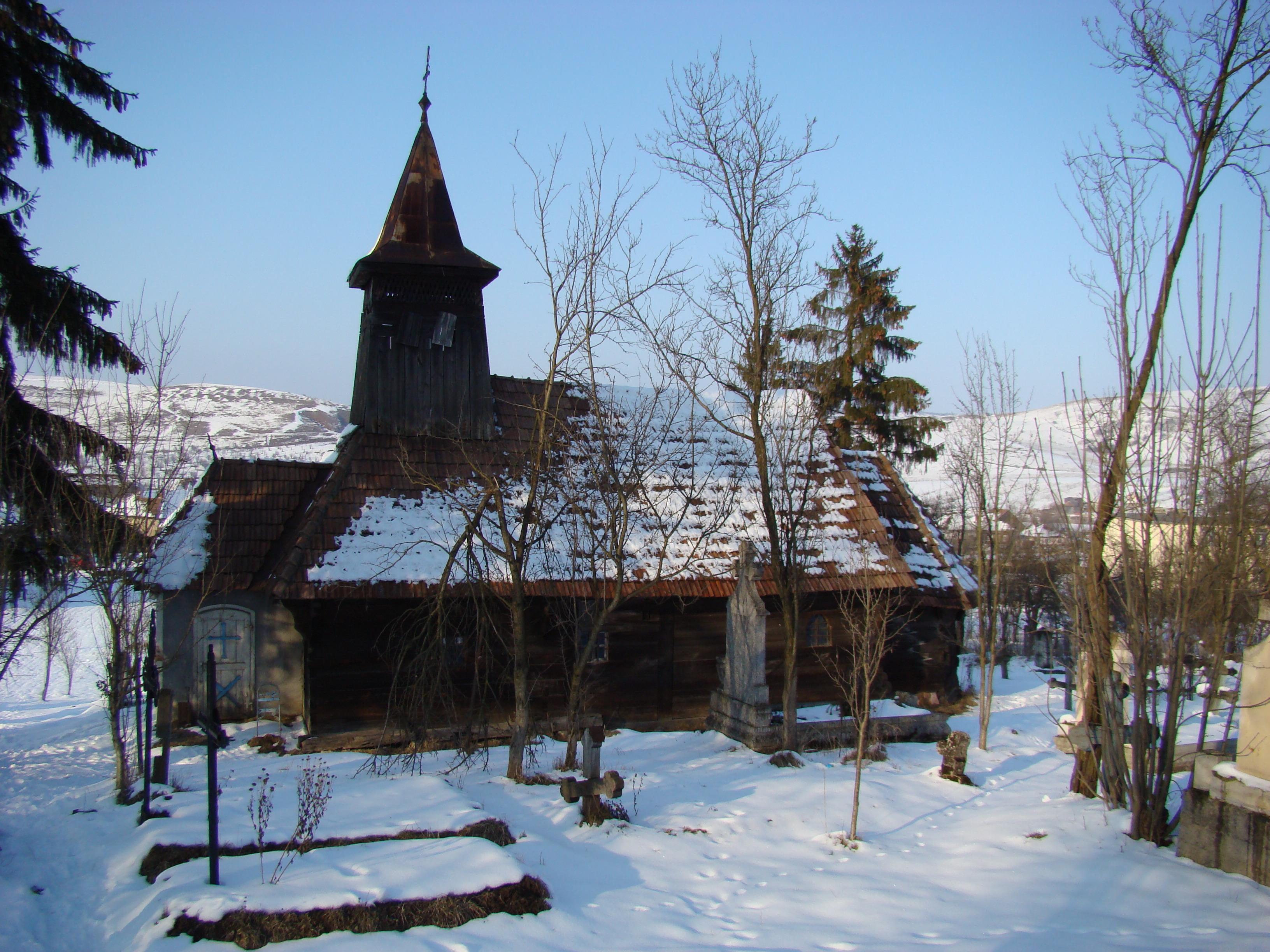
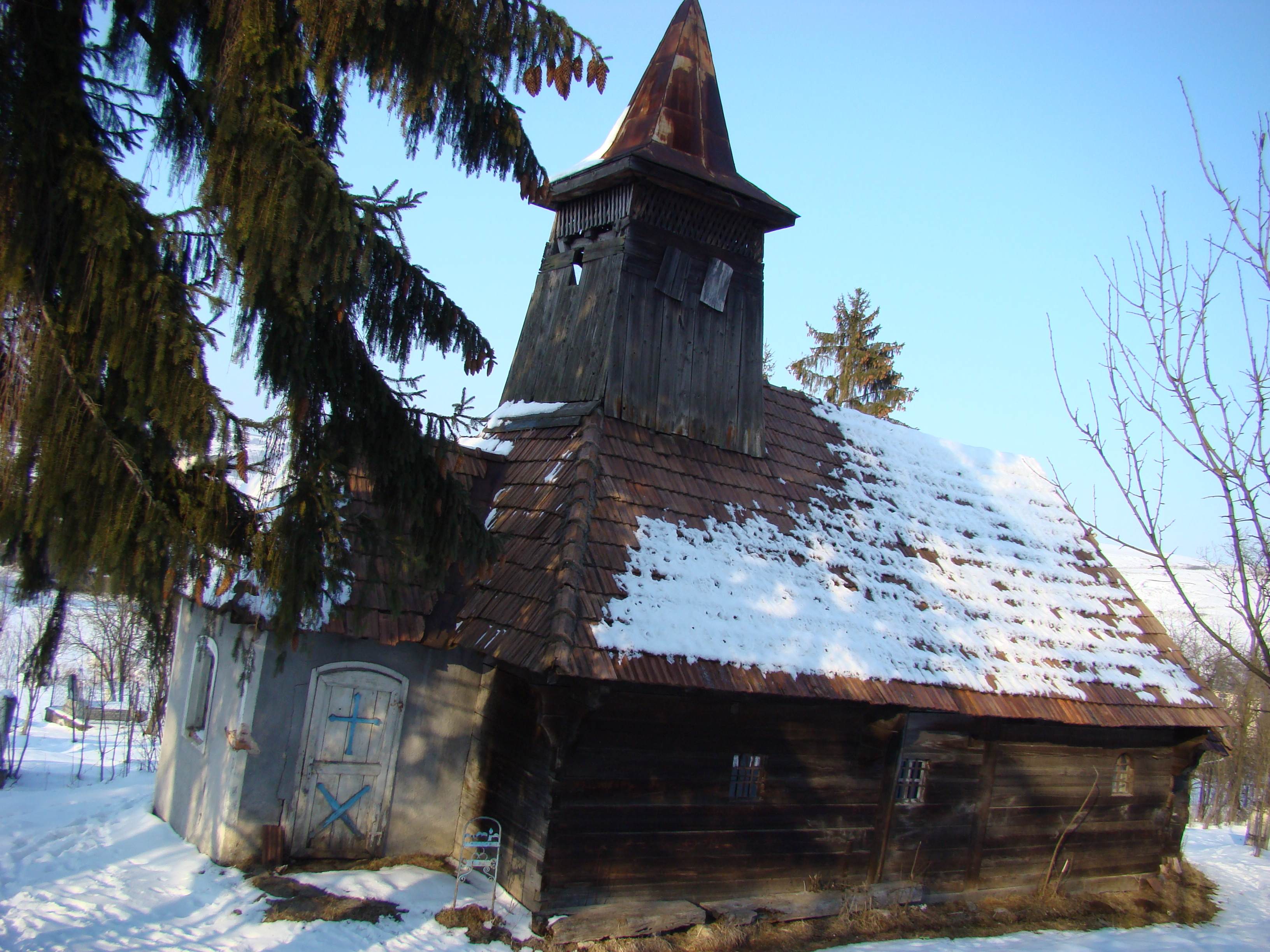
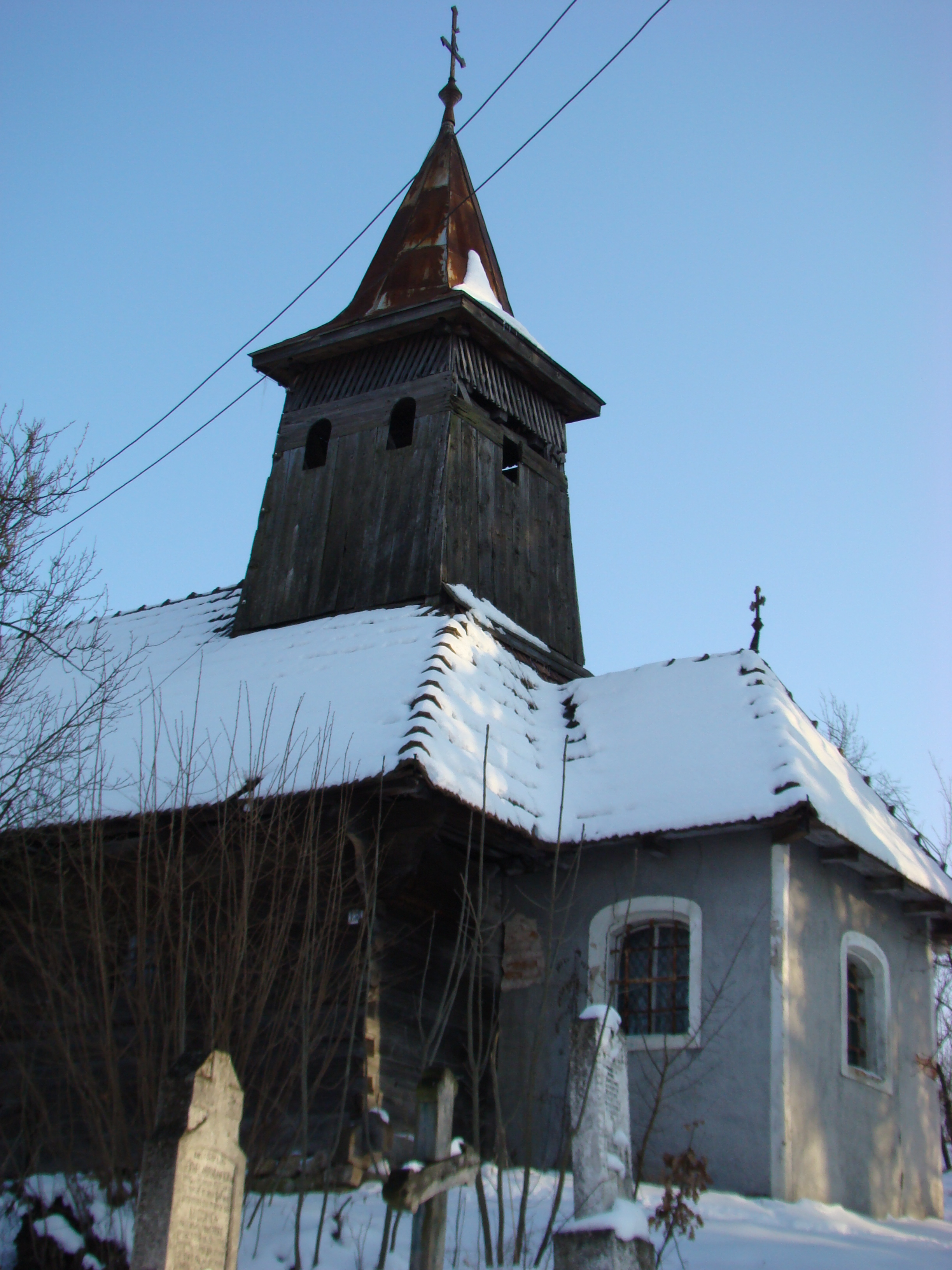
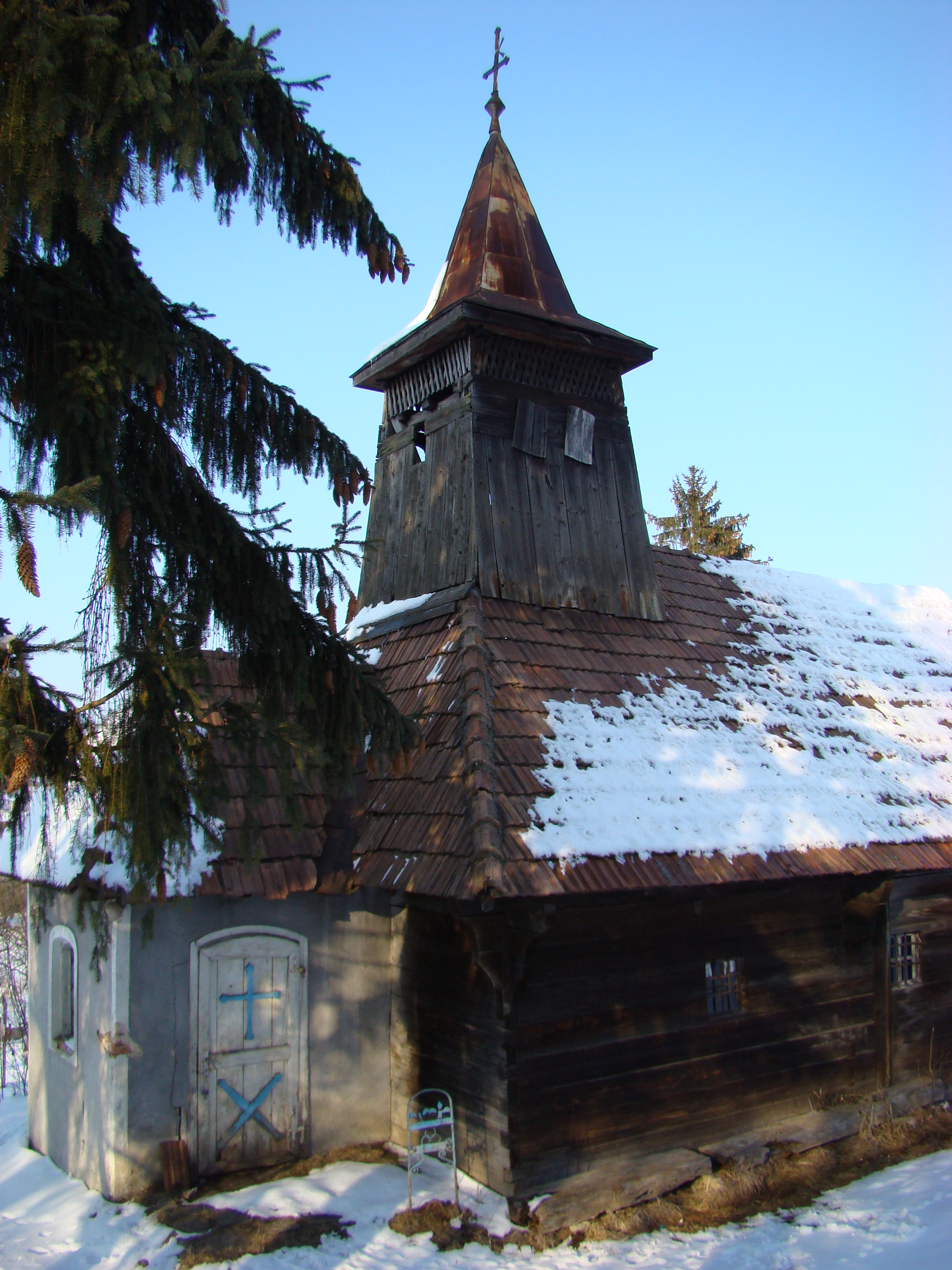
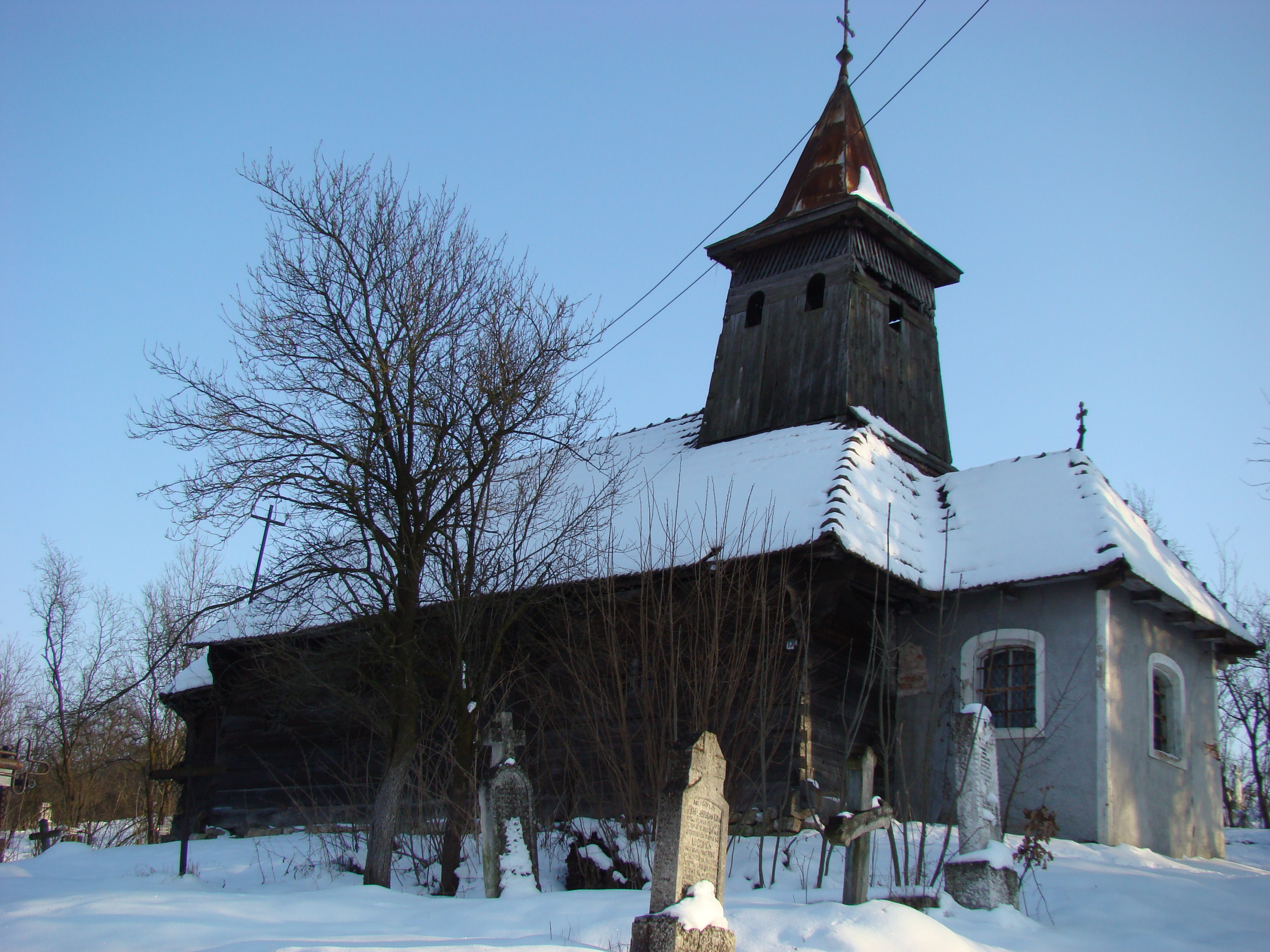
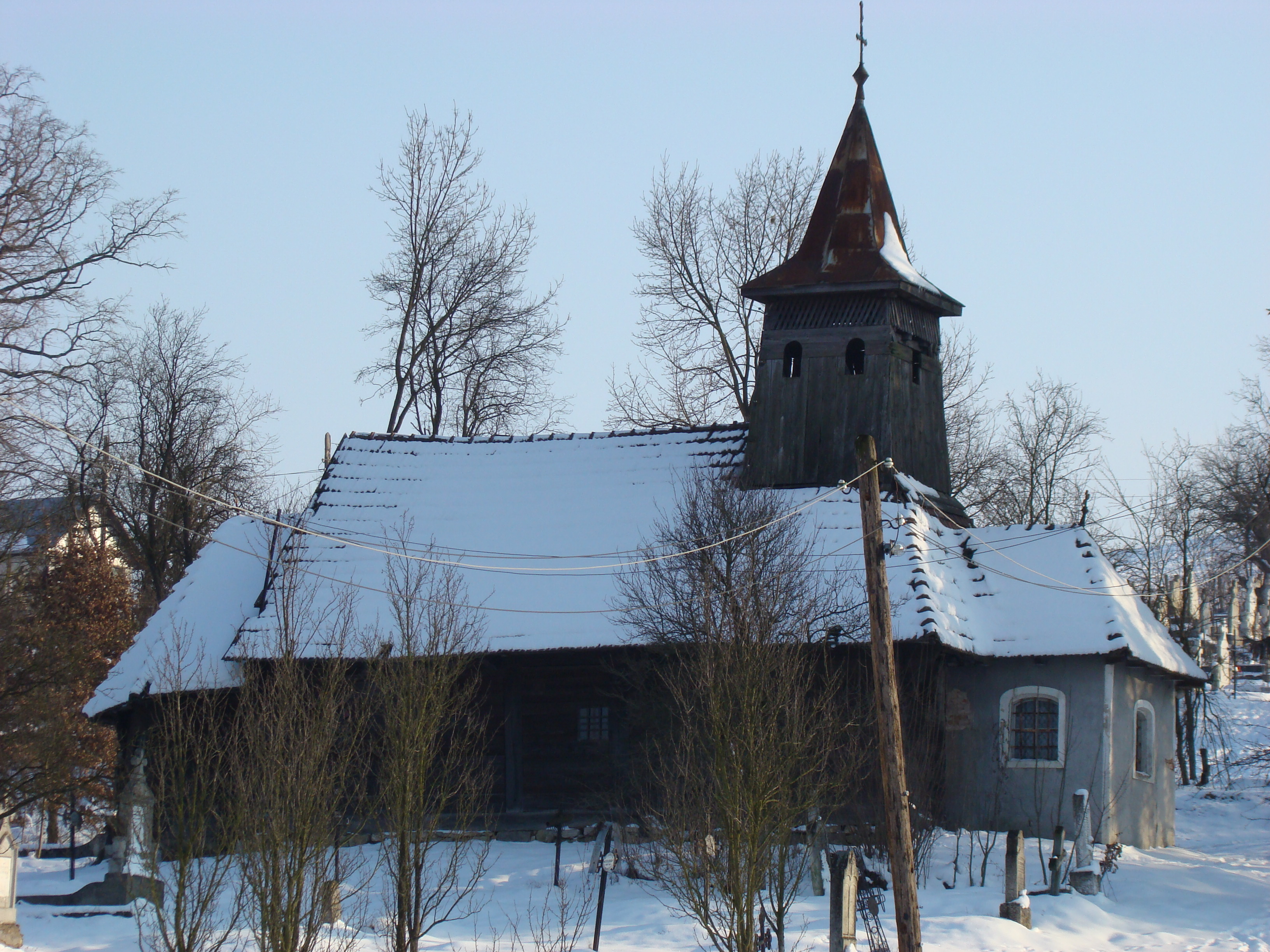
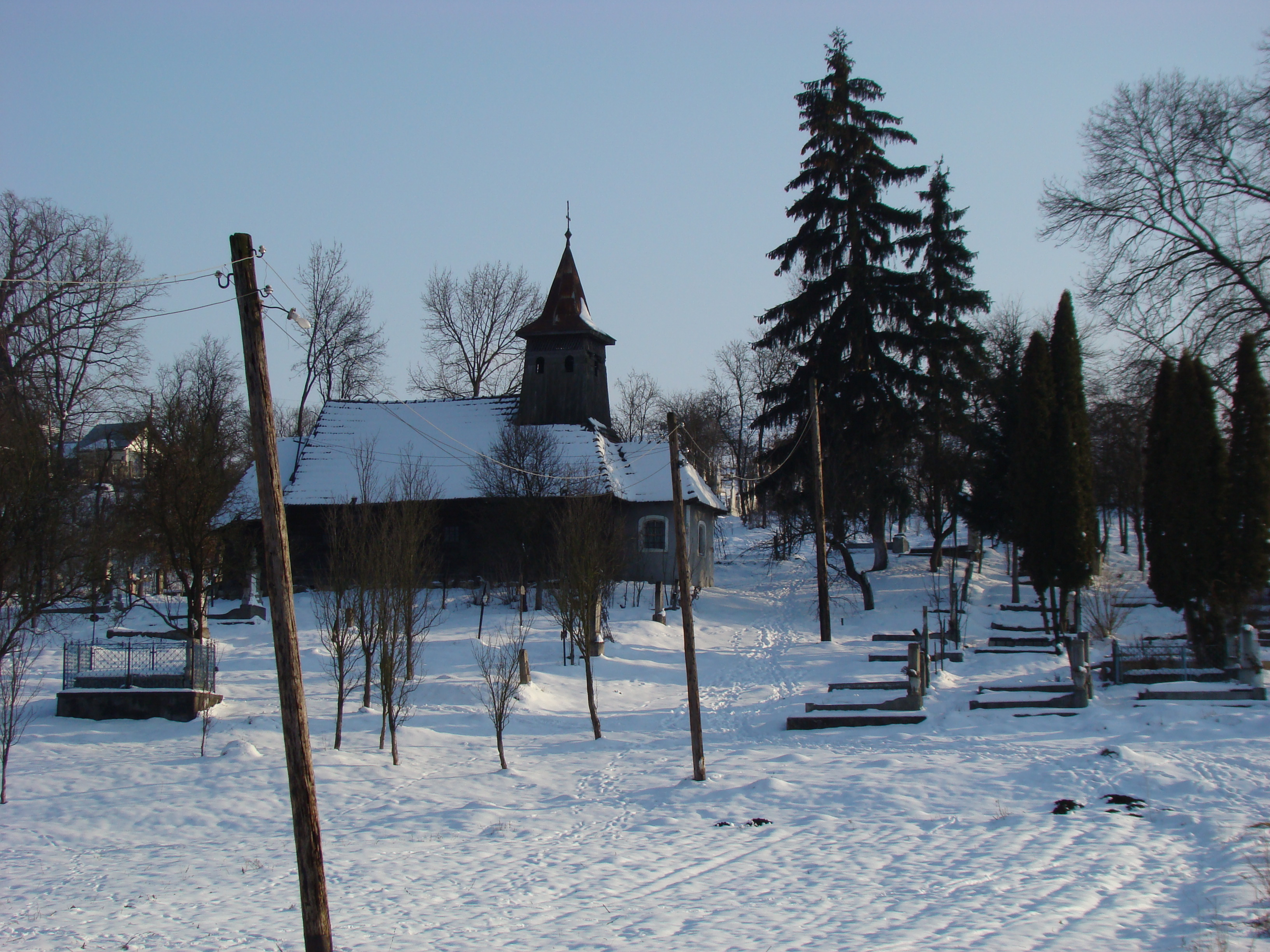
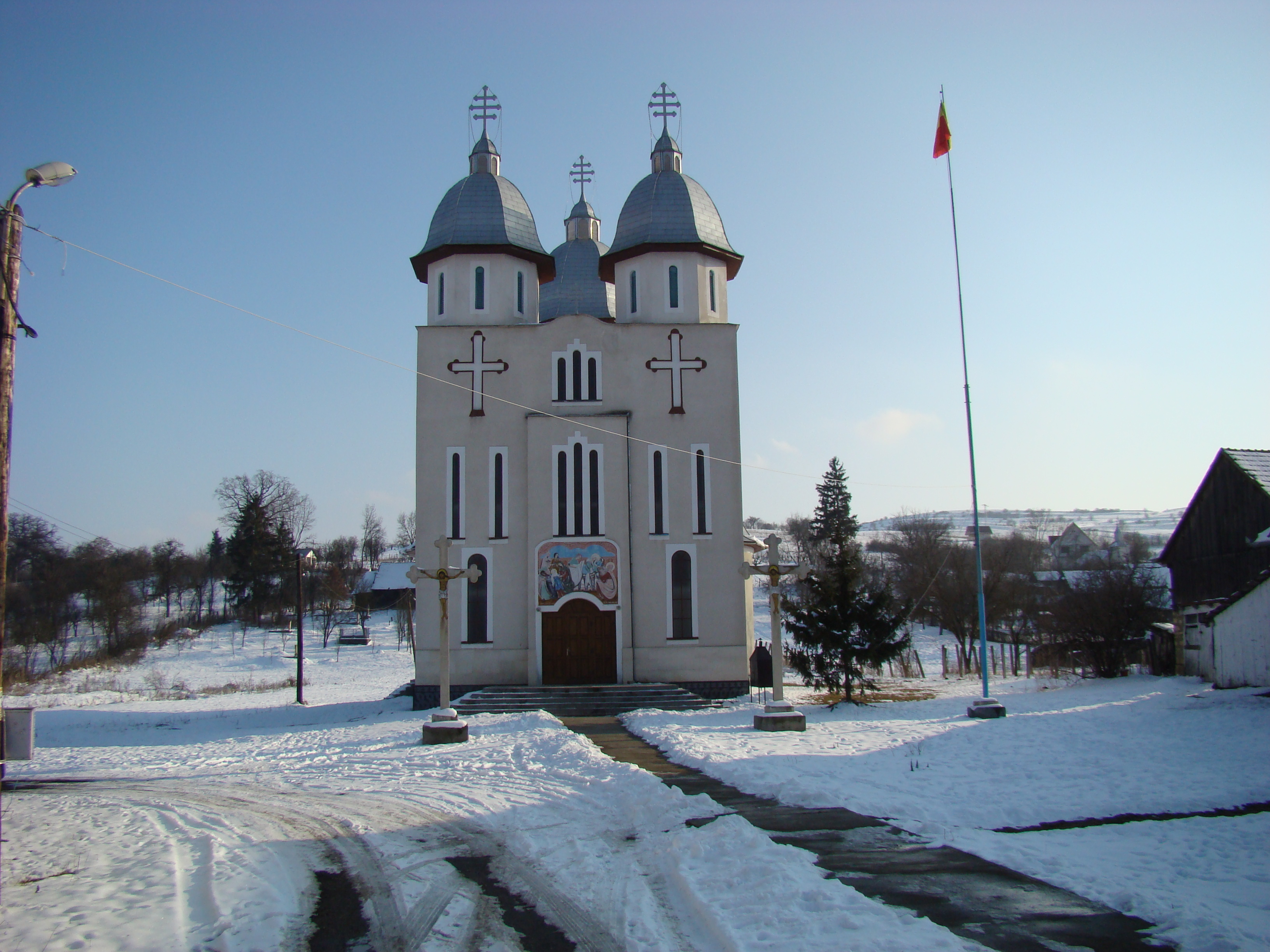
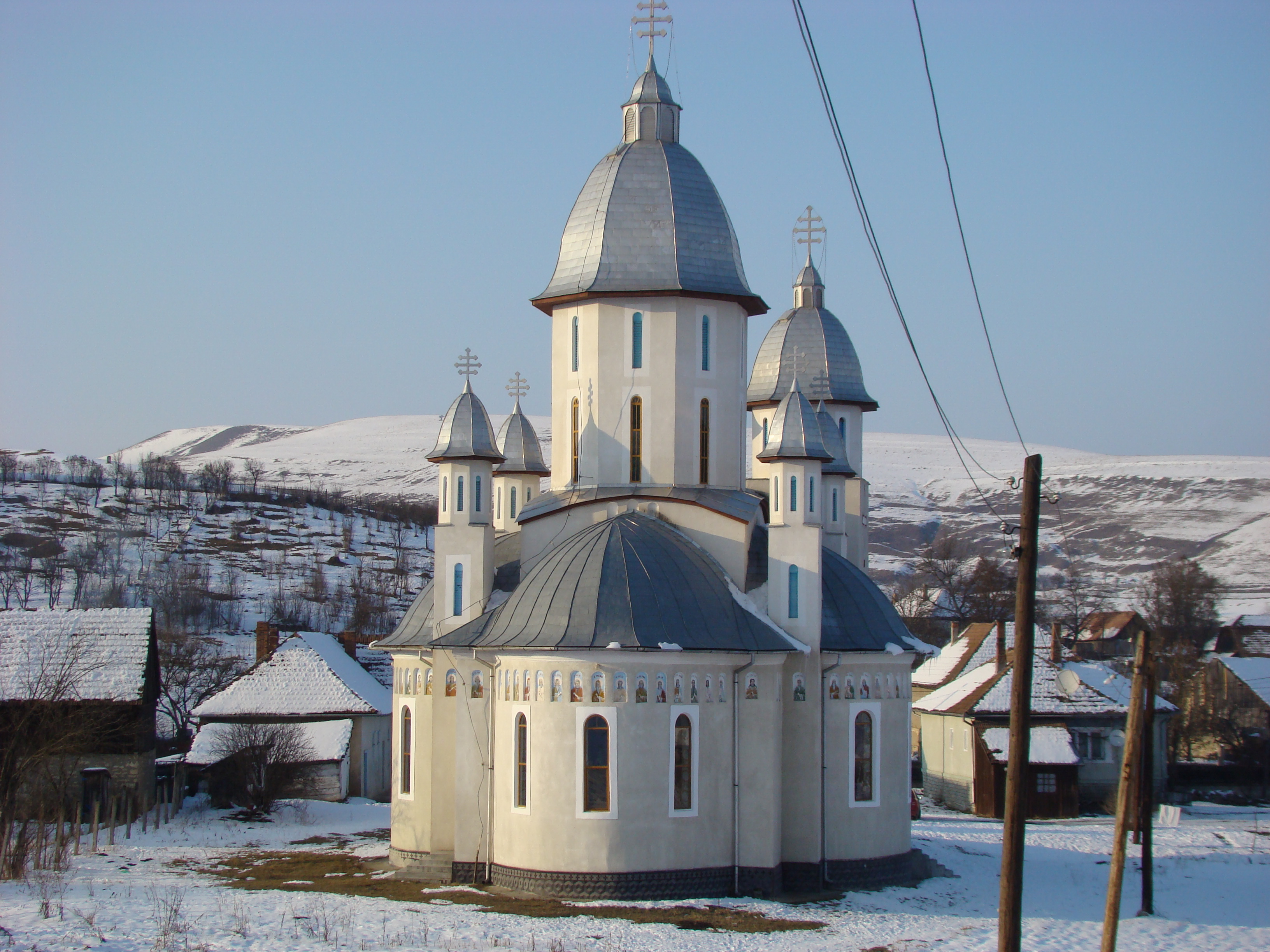
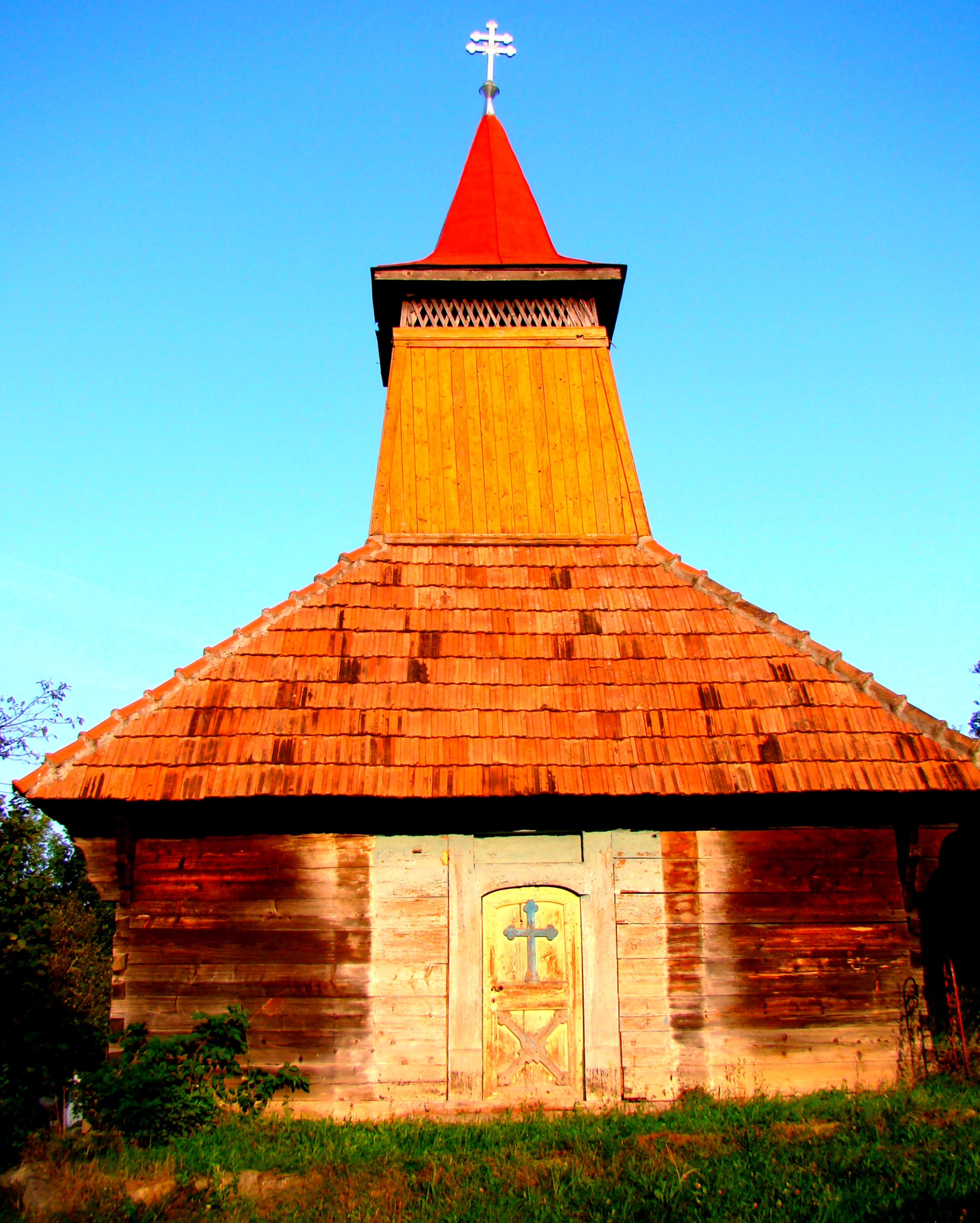
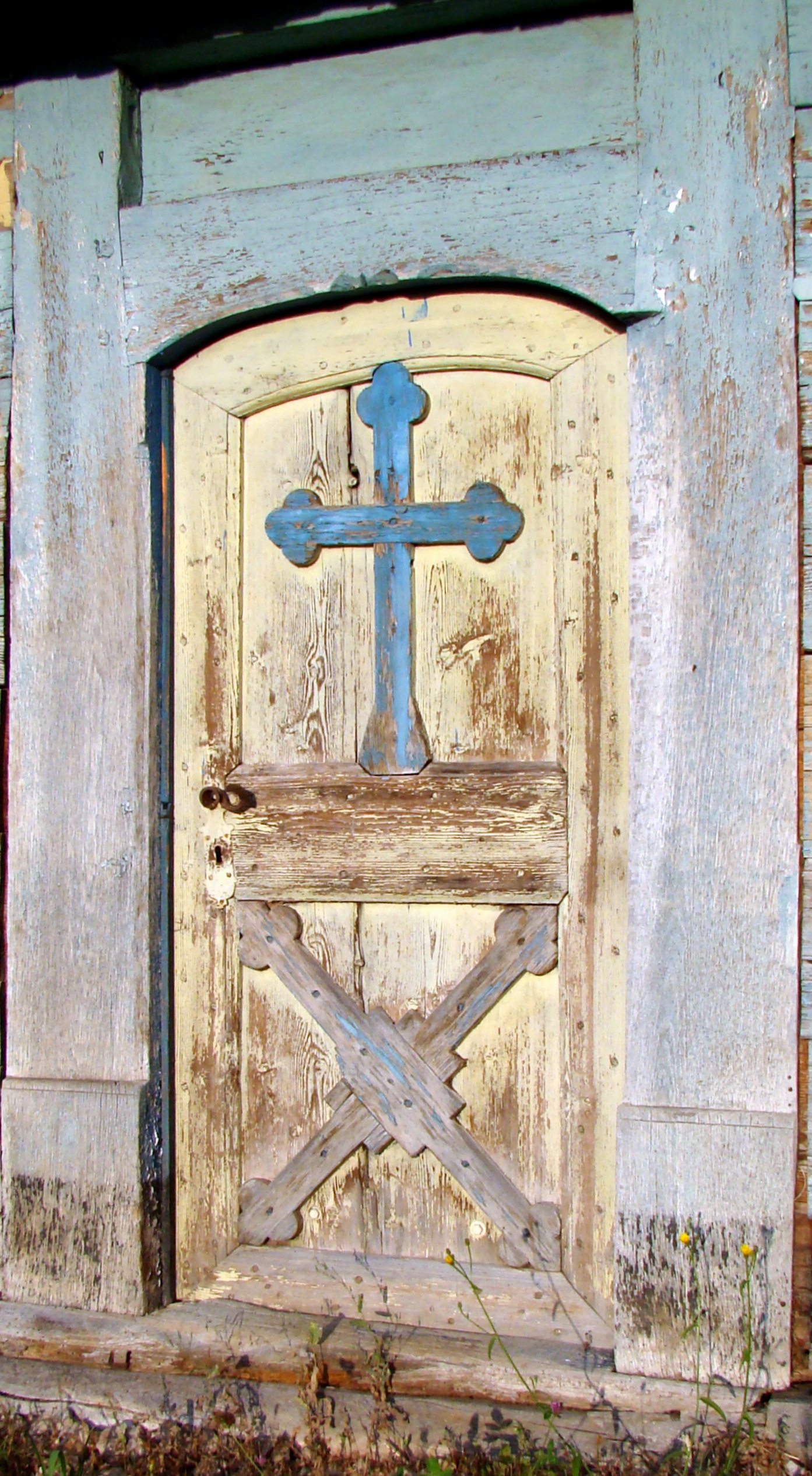
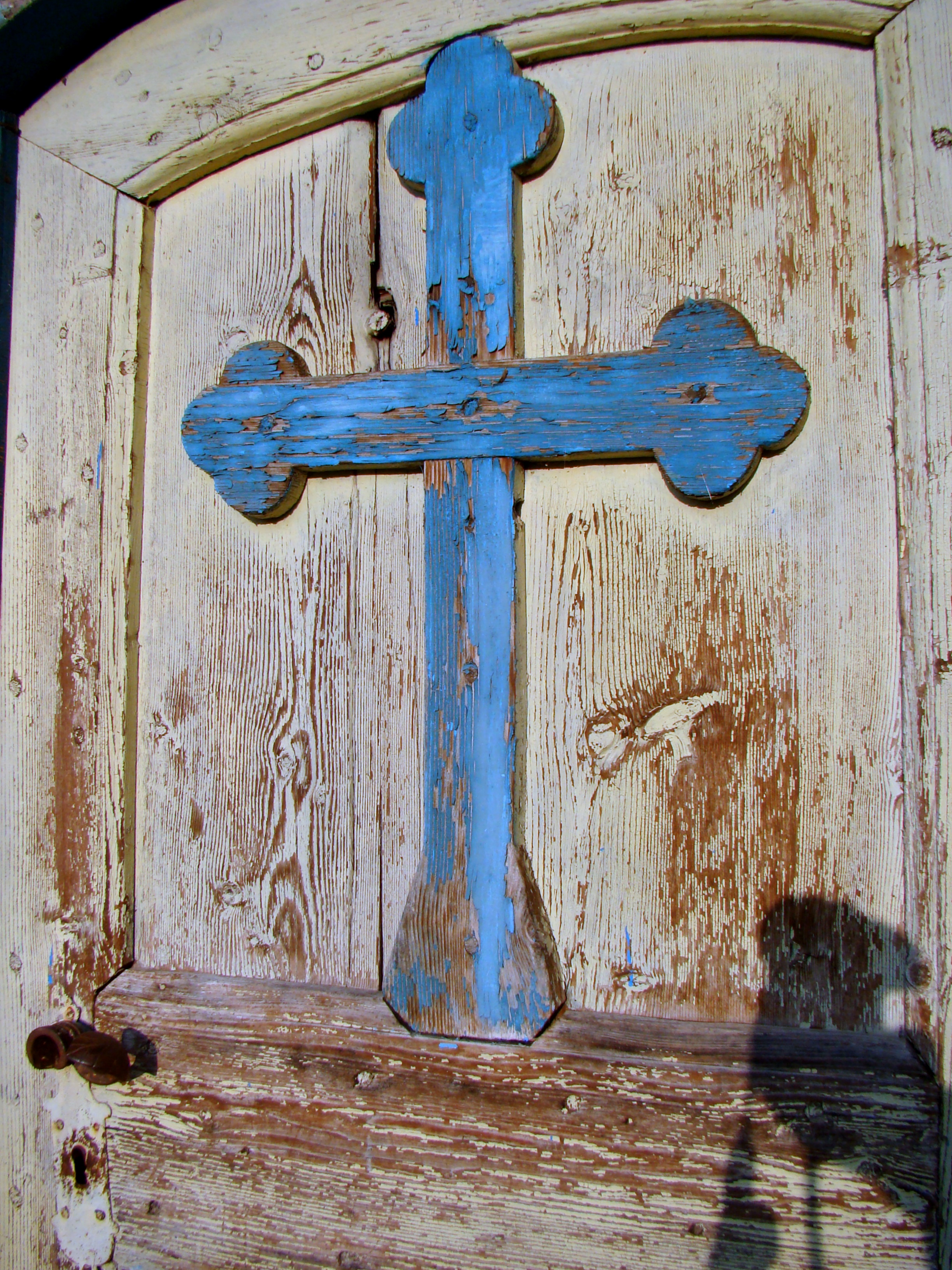
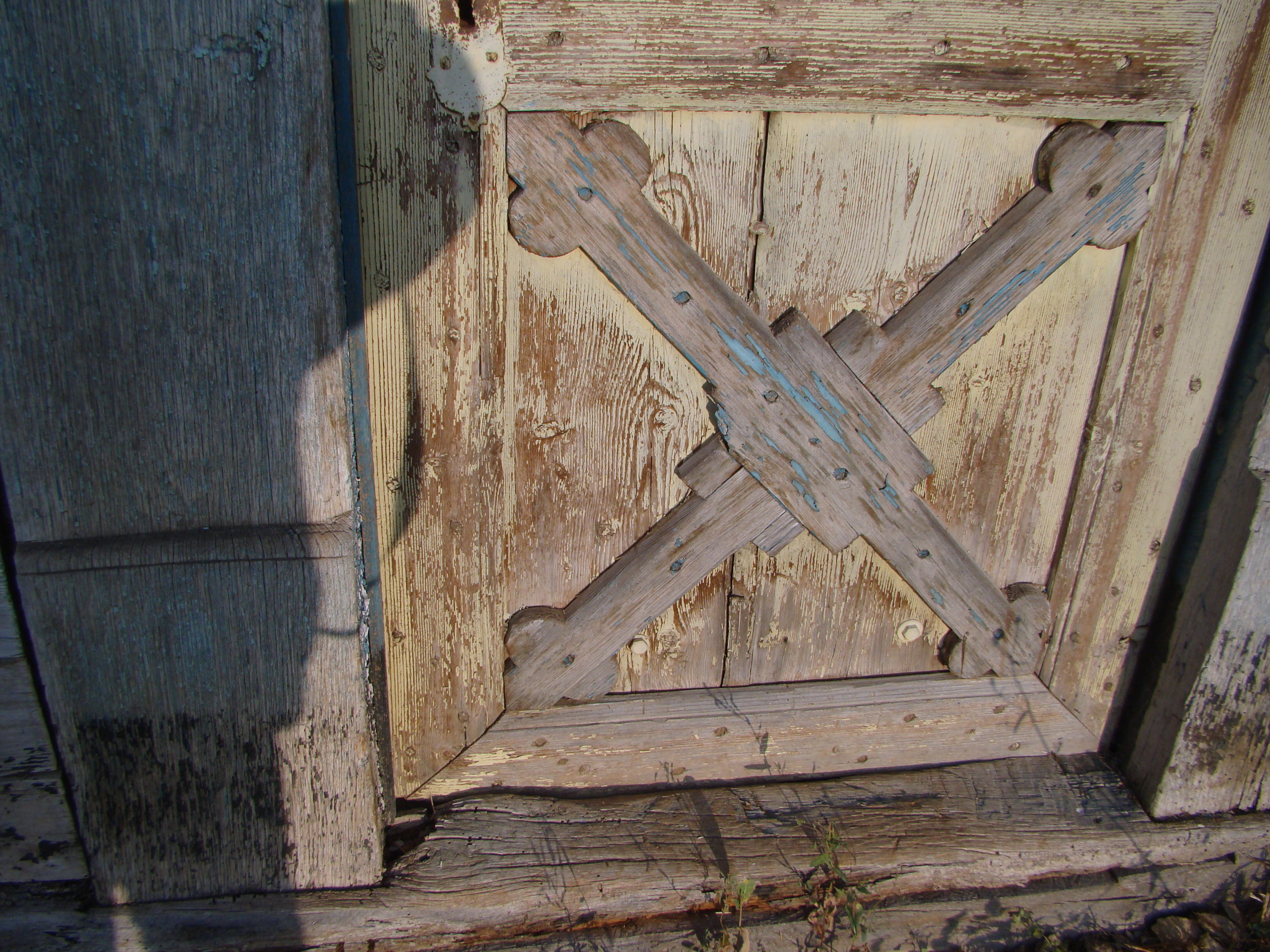
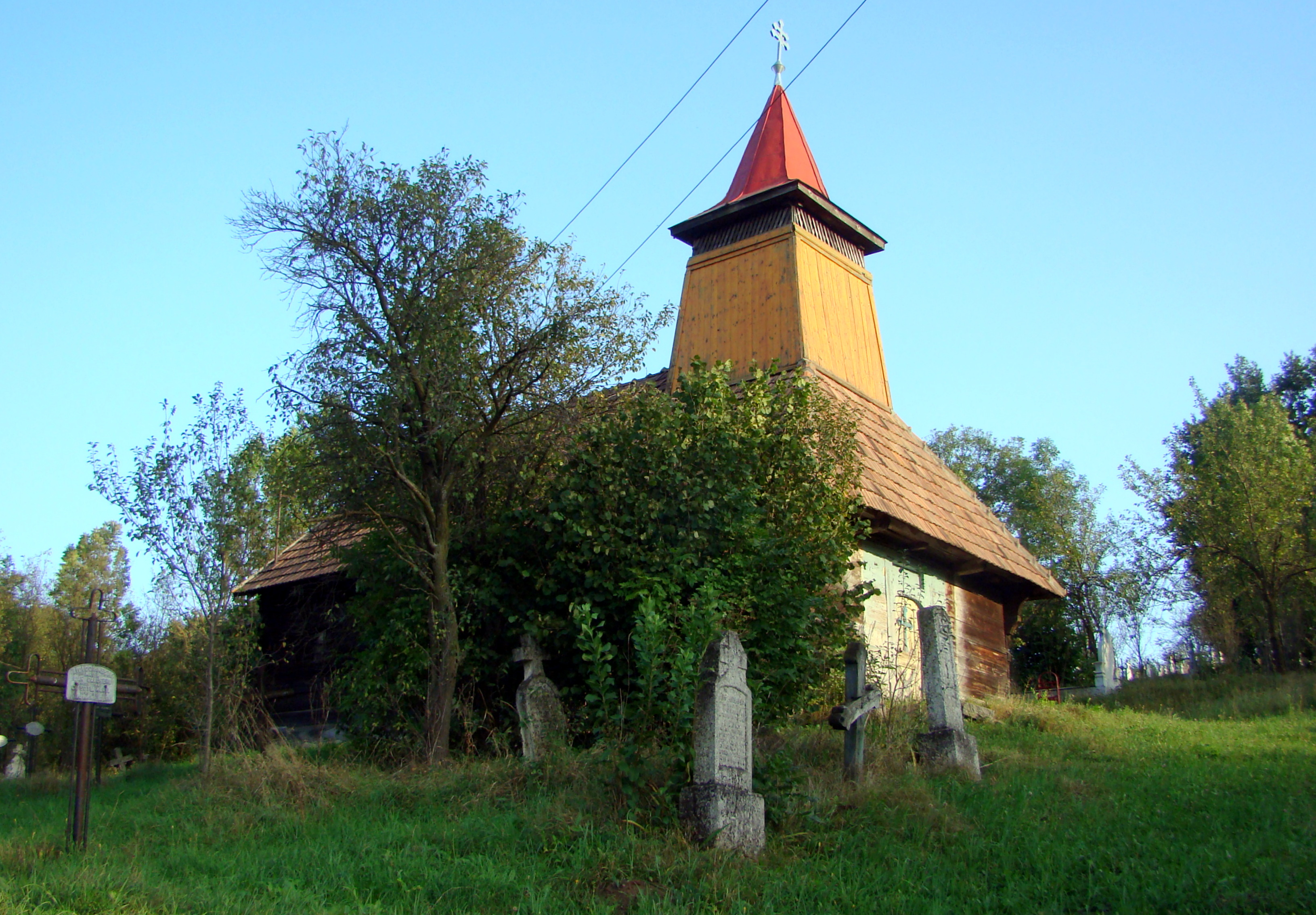
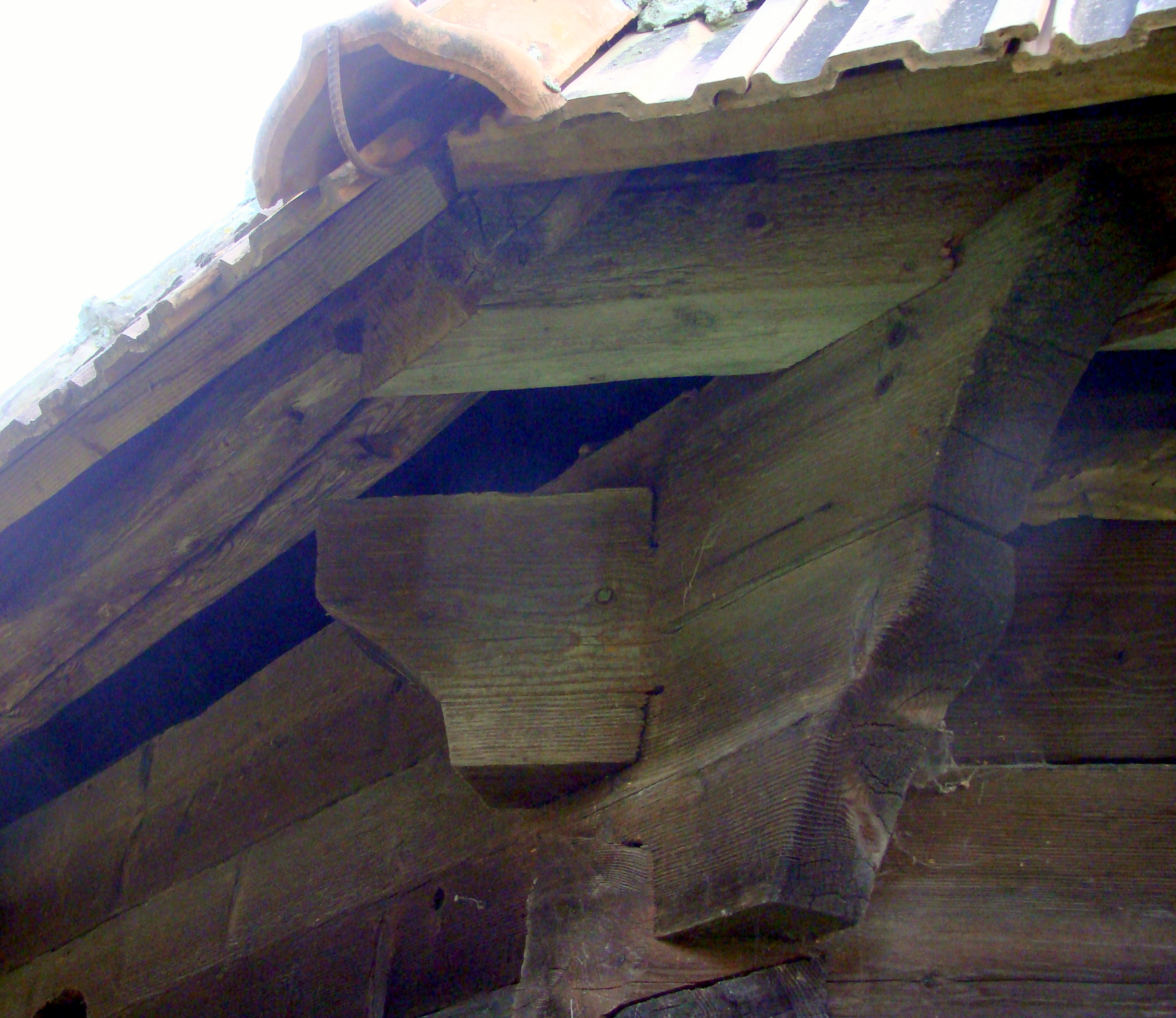
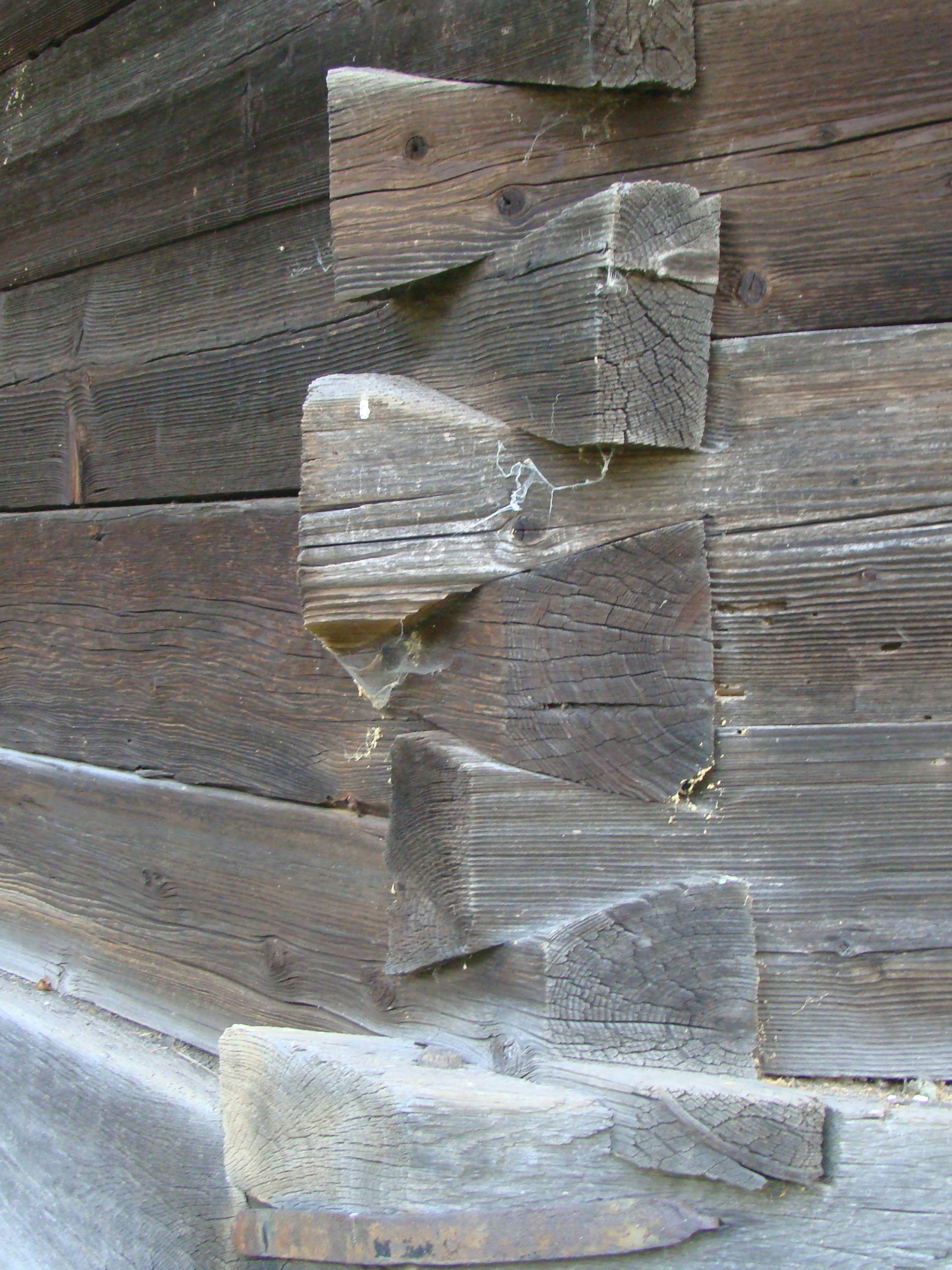
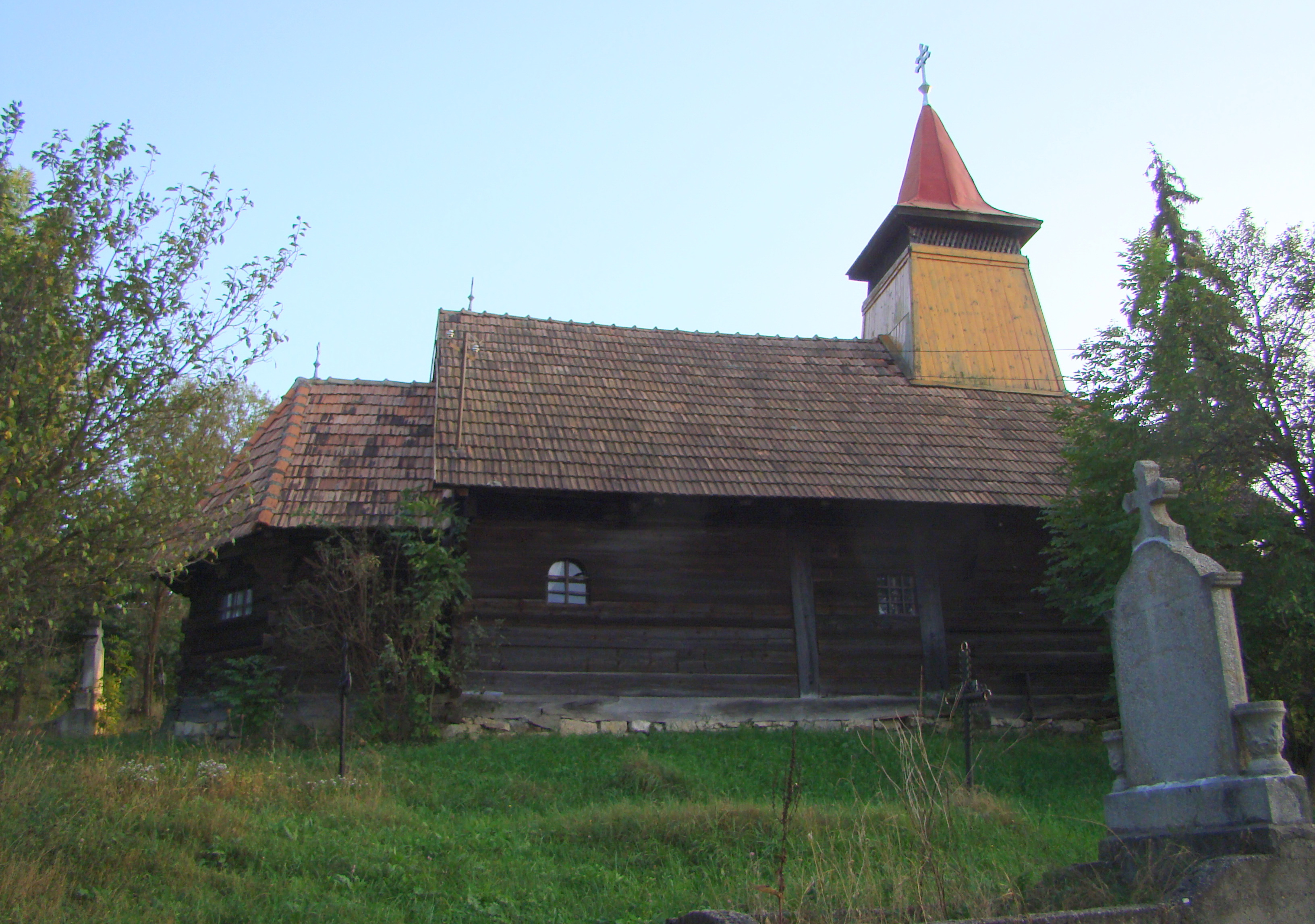
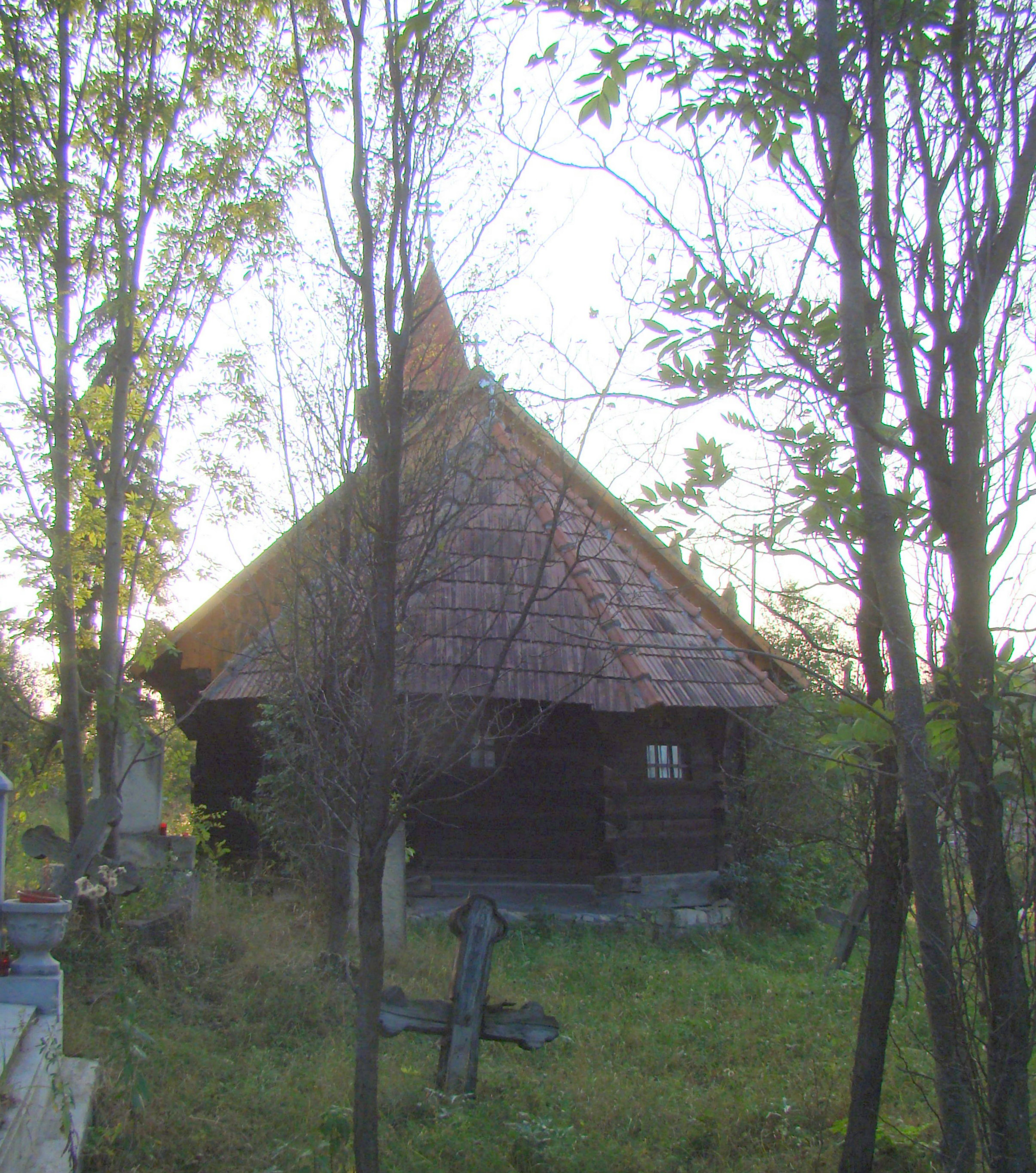
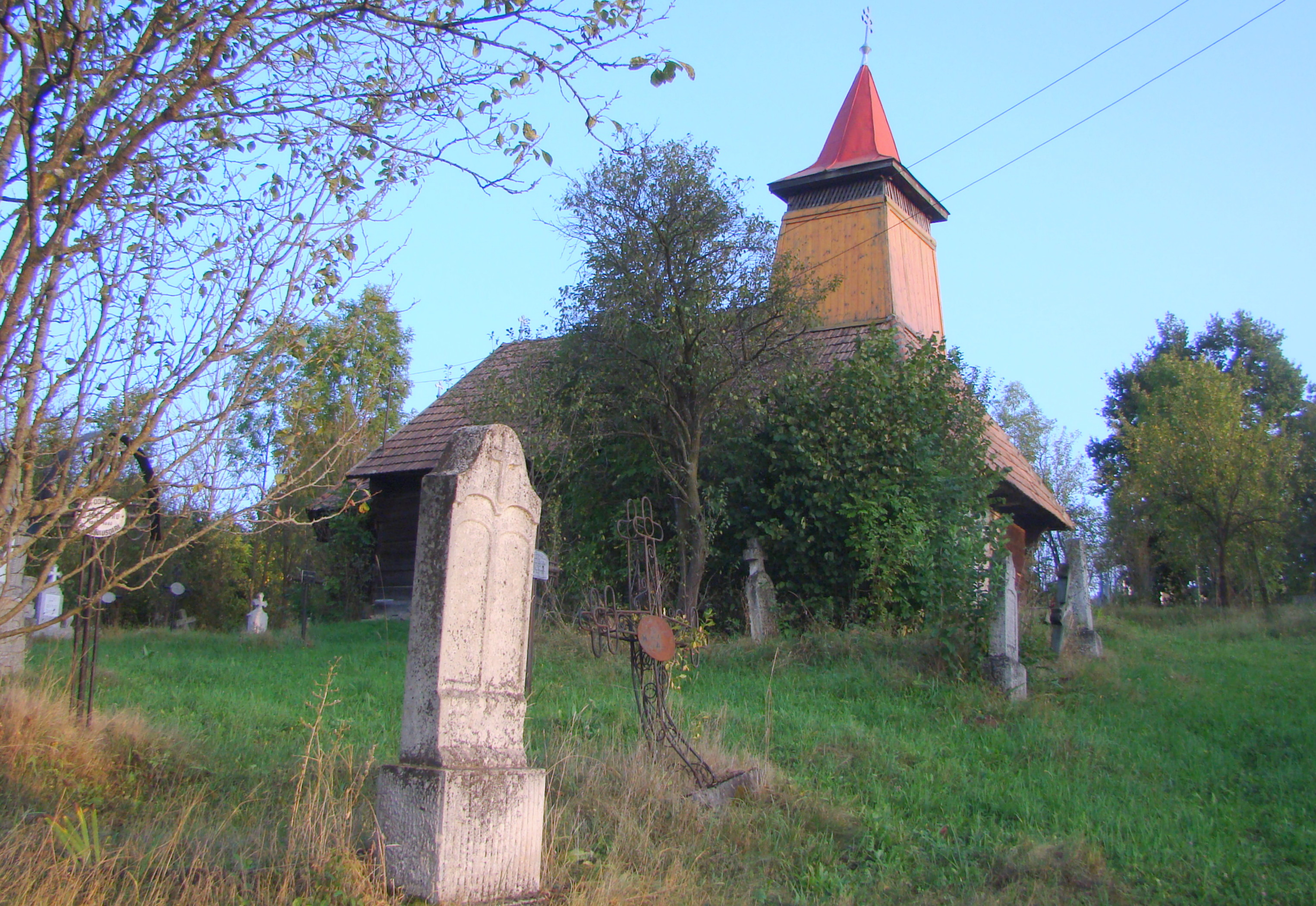
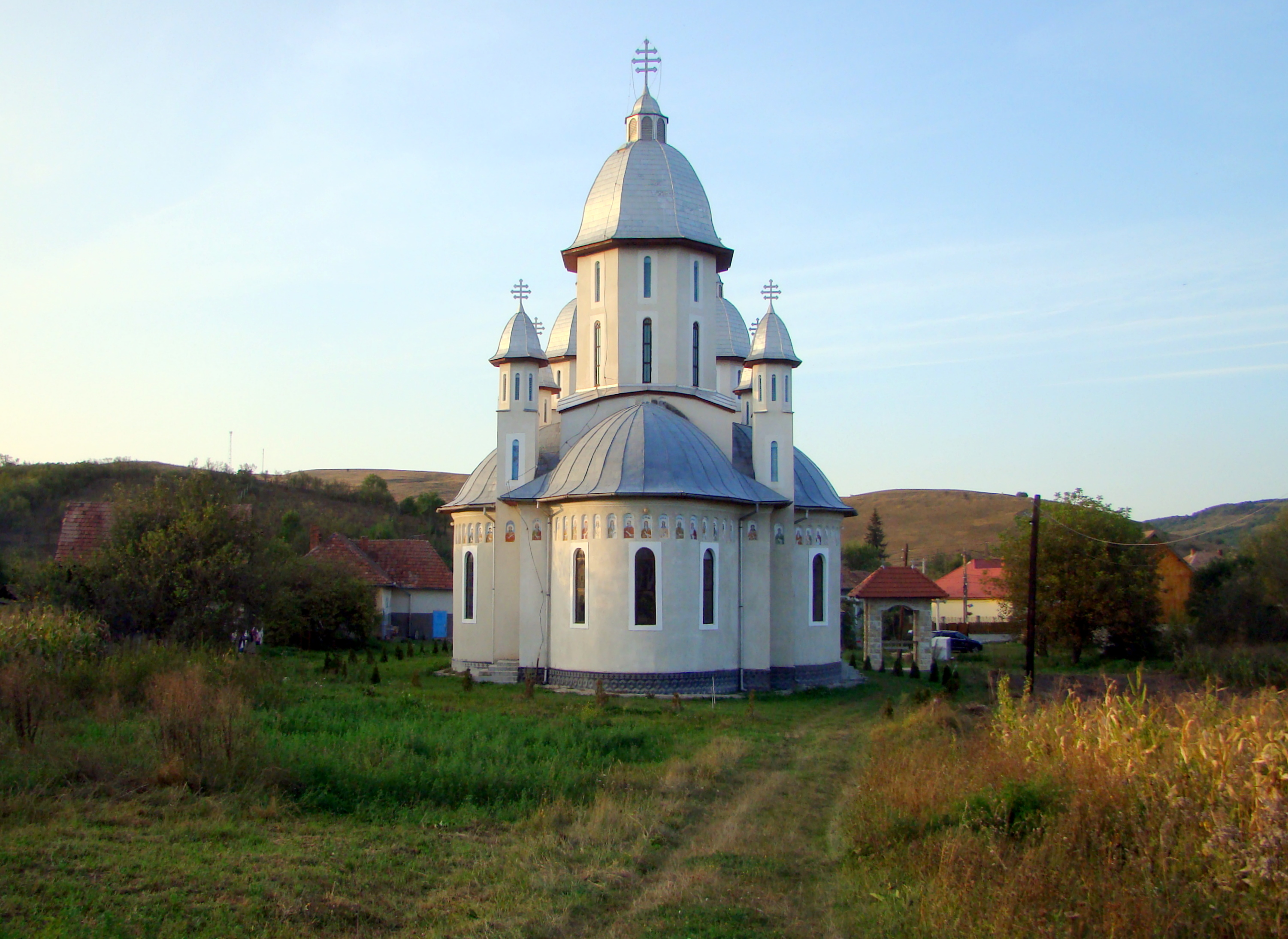

## Imagini din interior

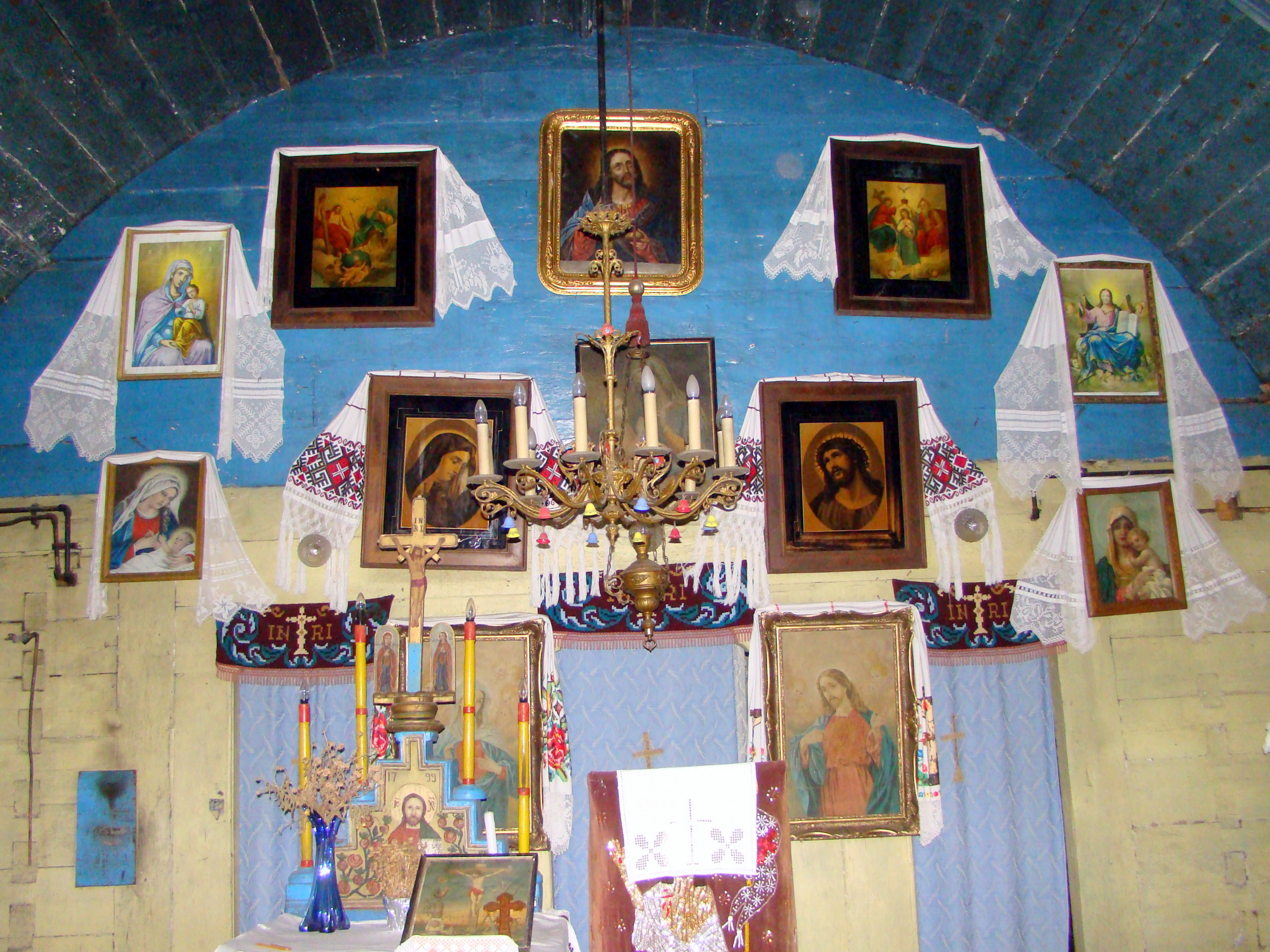
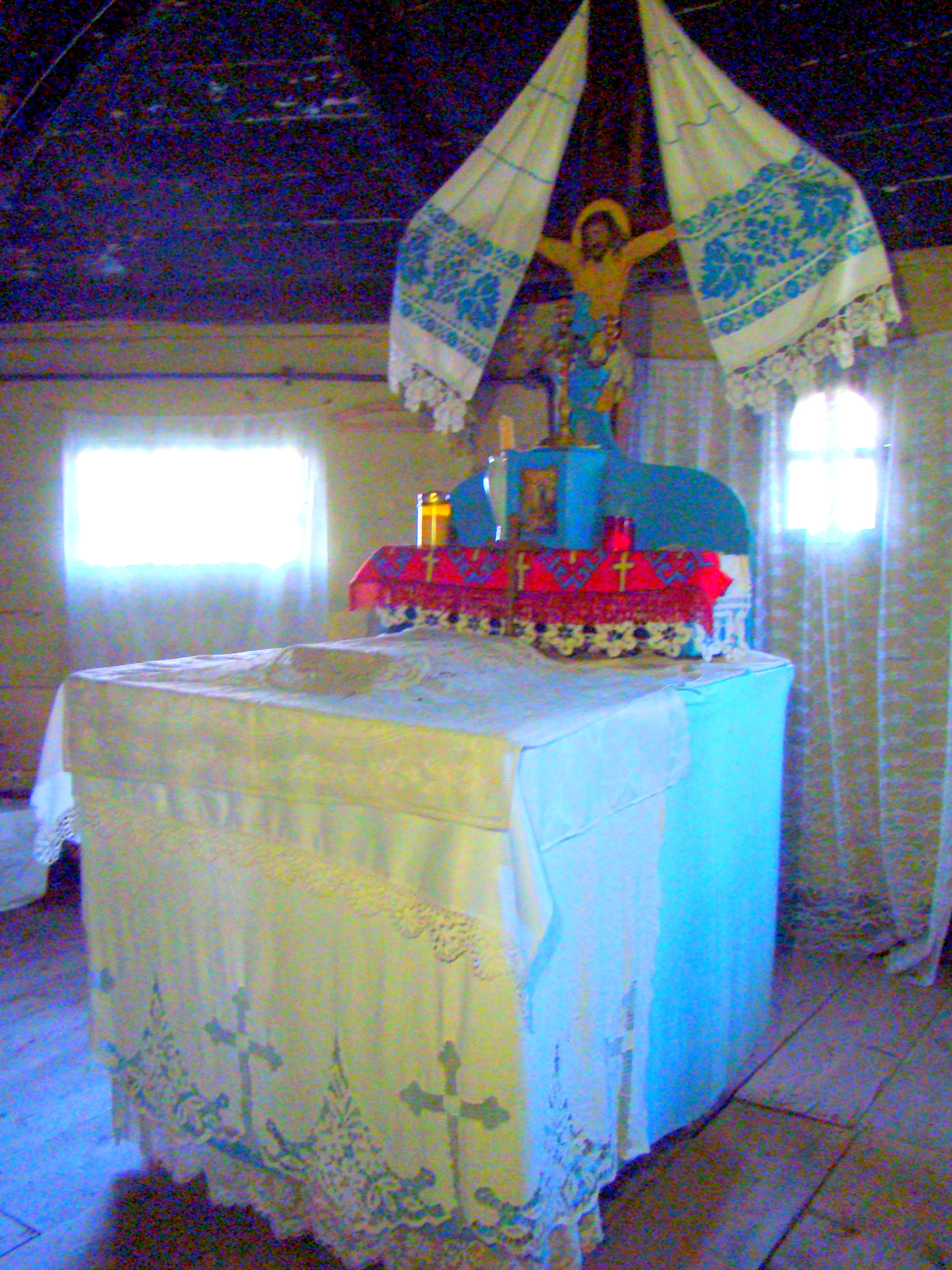
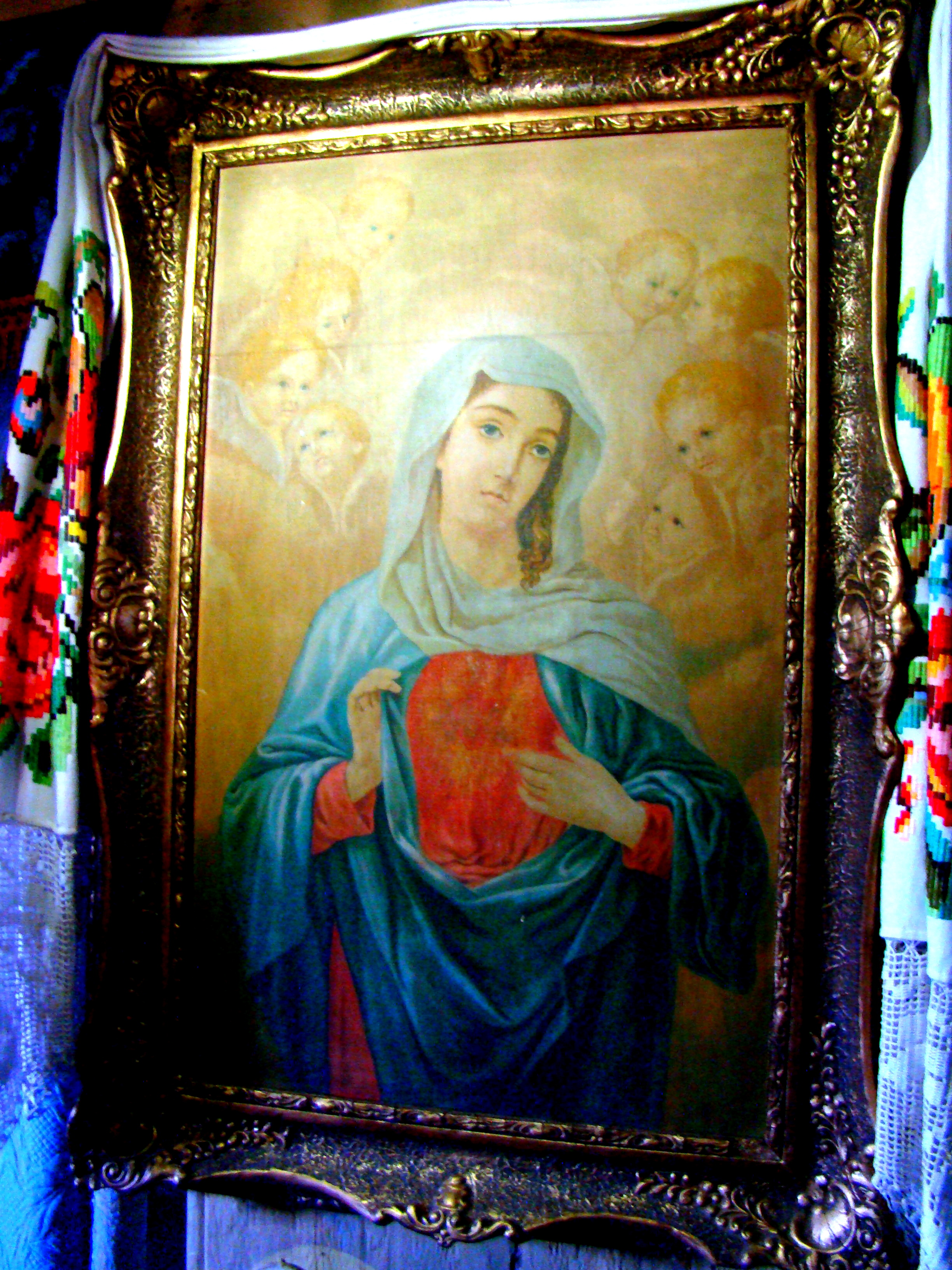
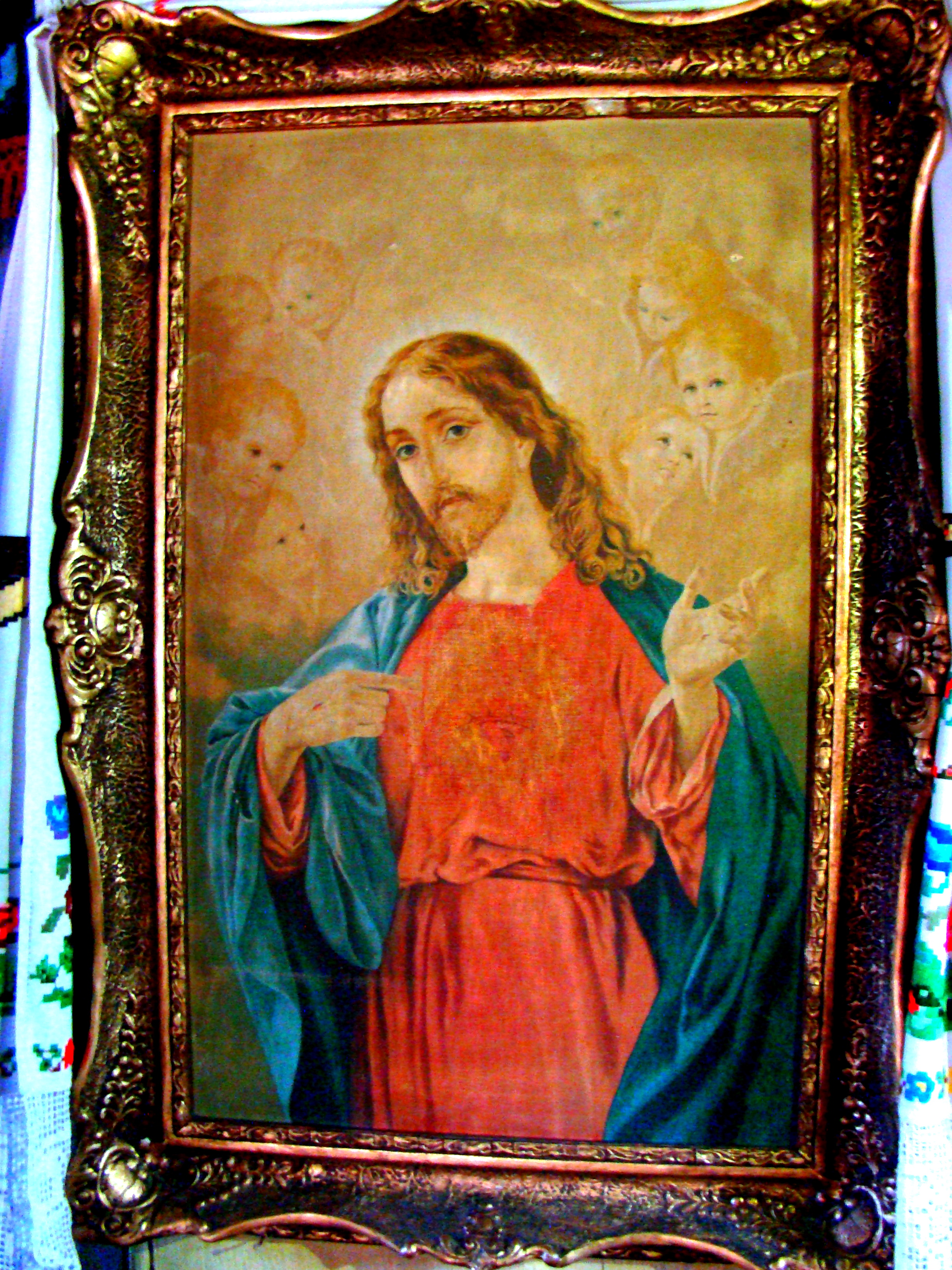
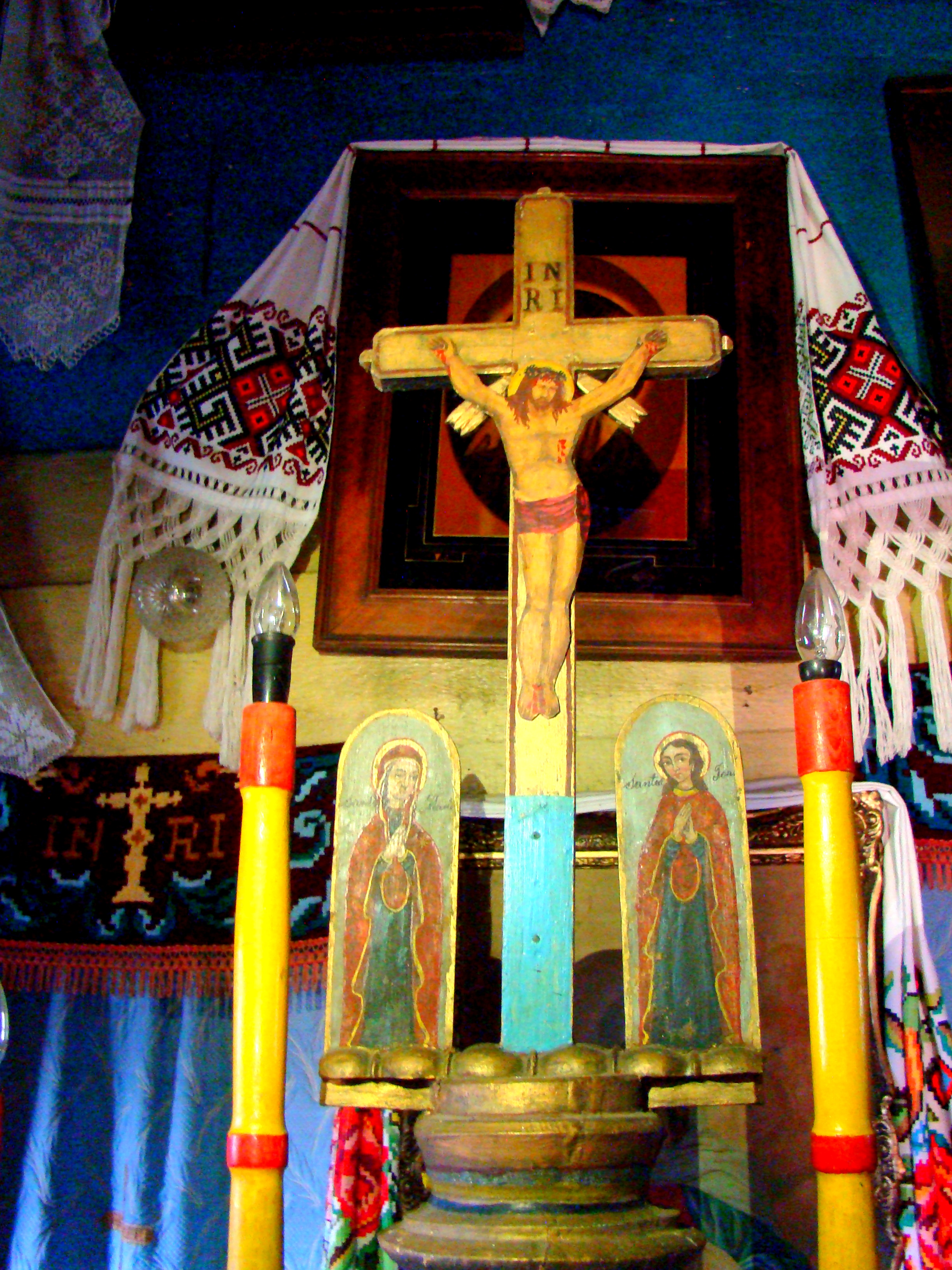
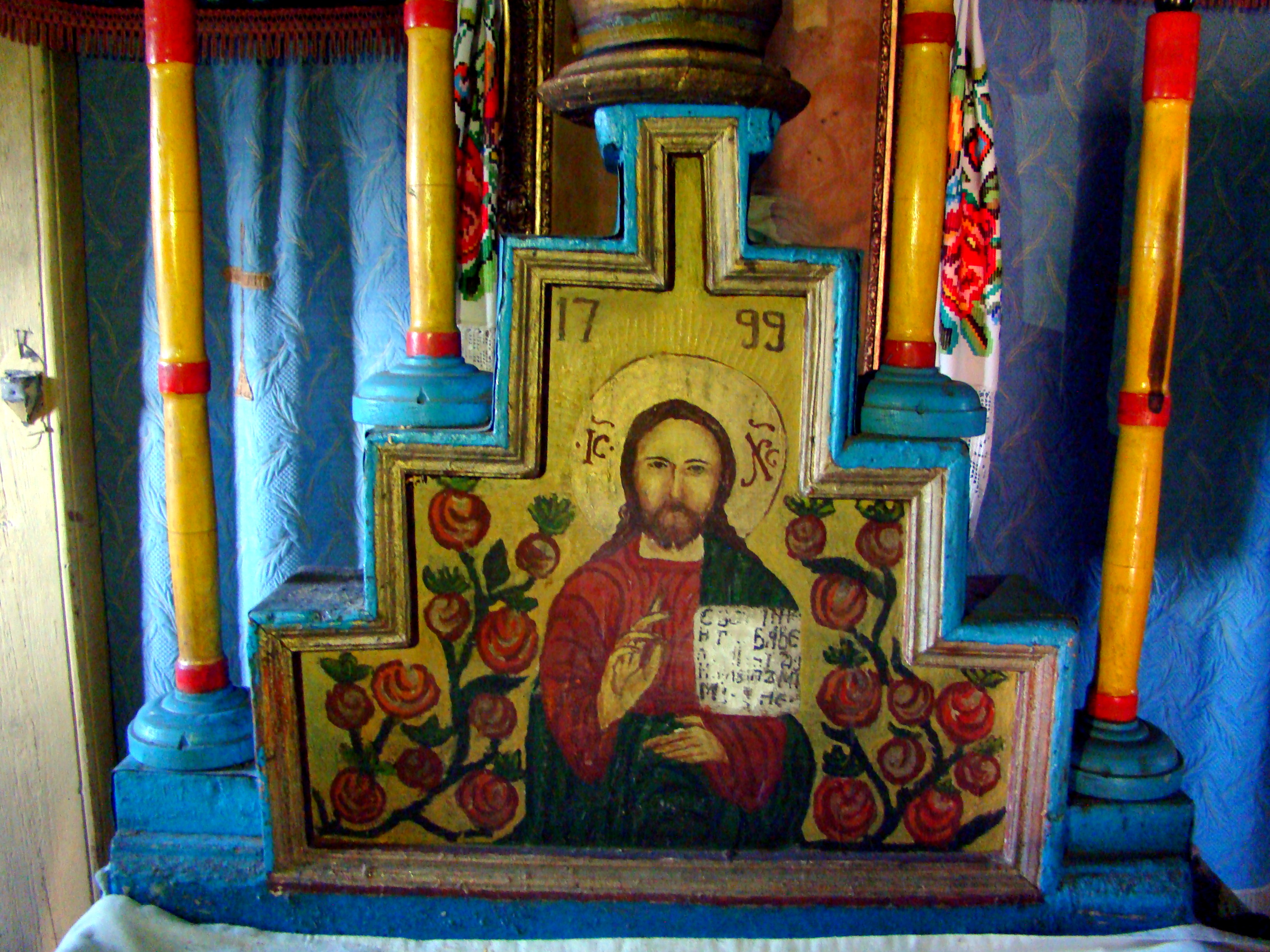
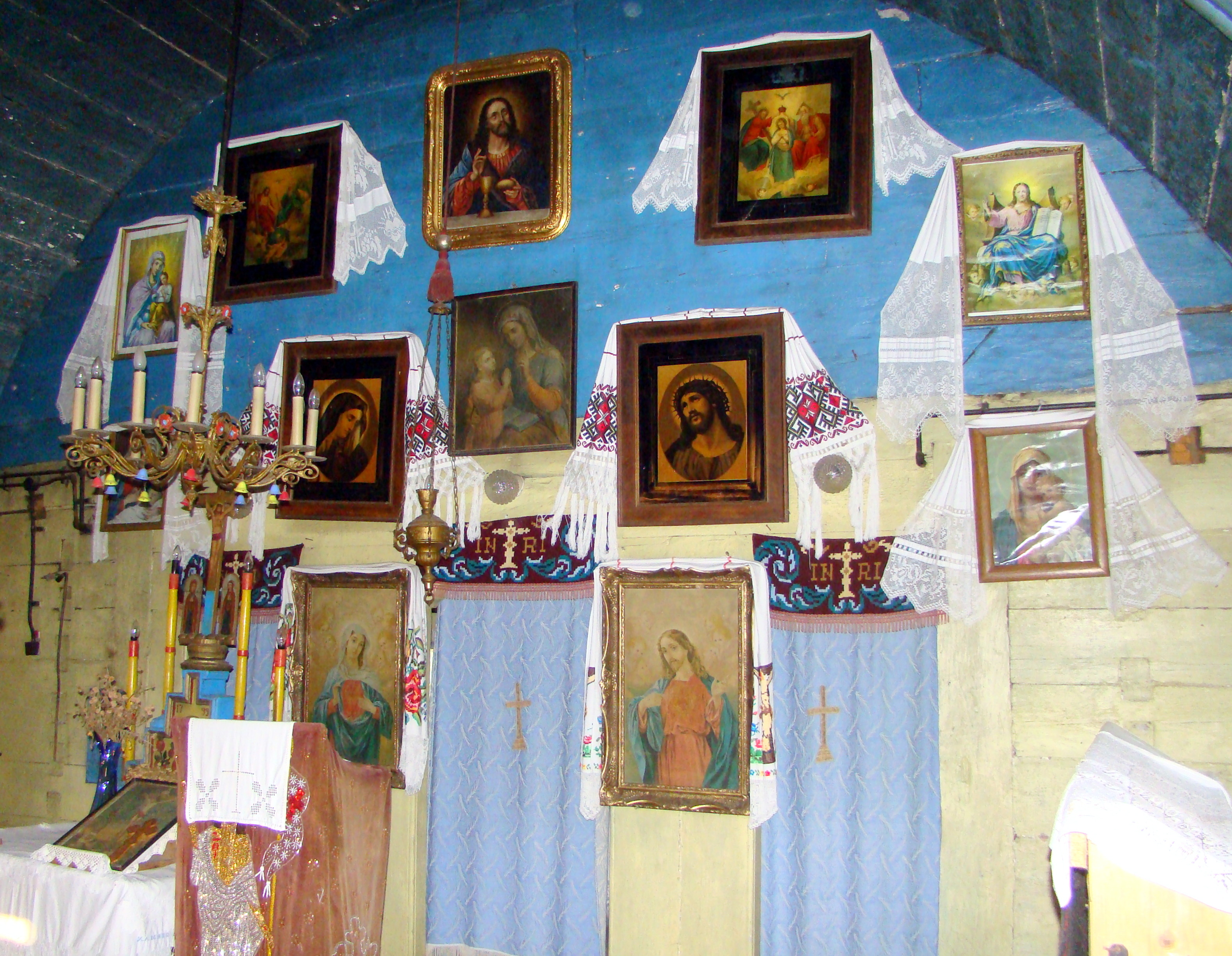
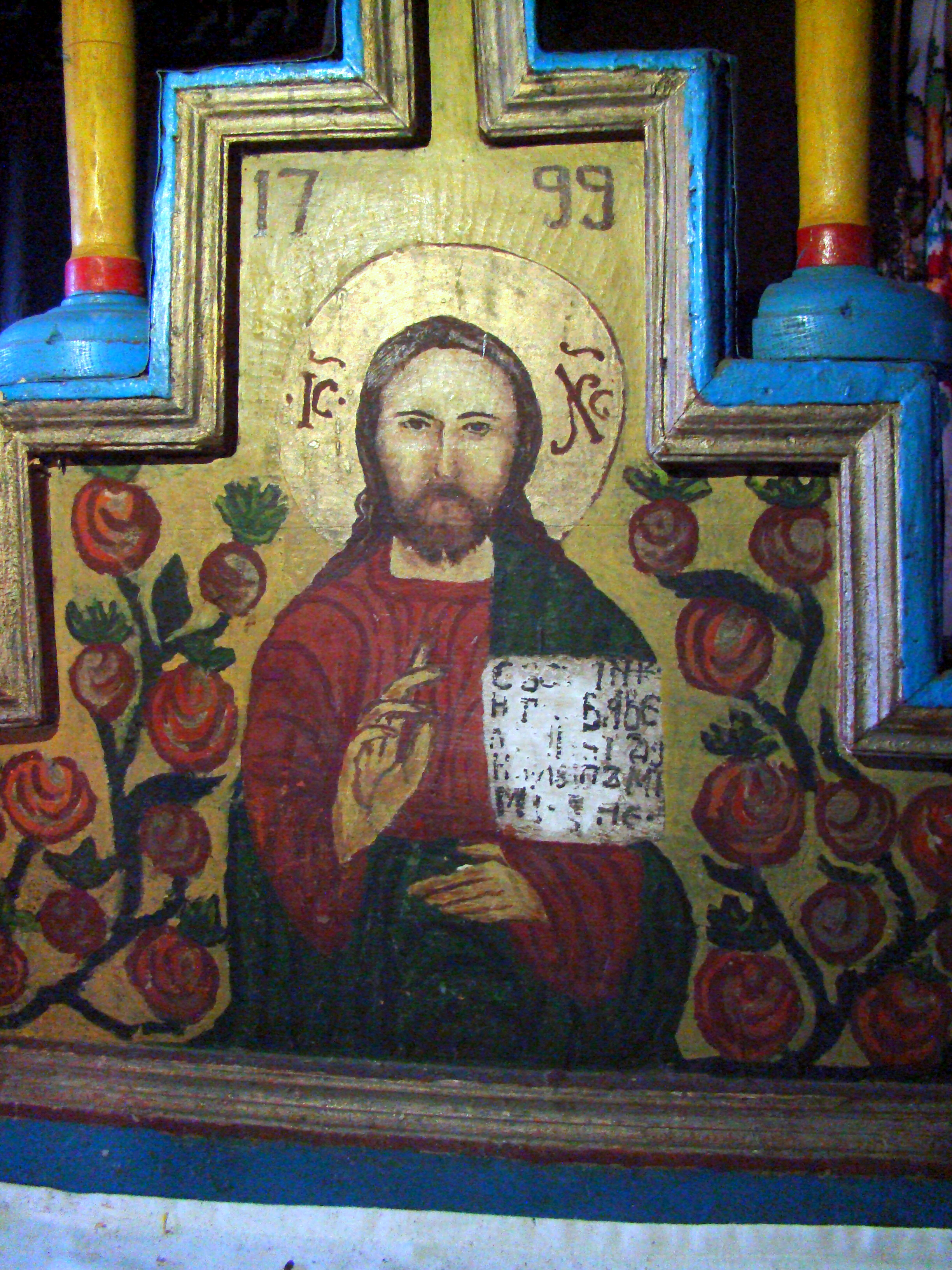
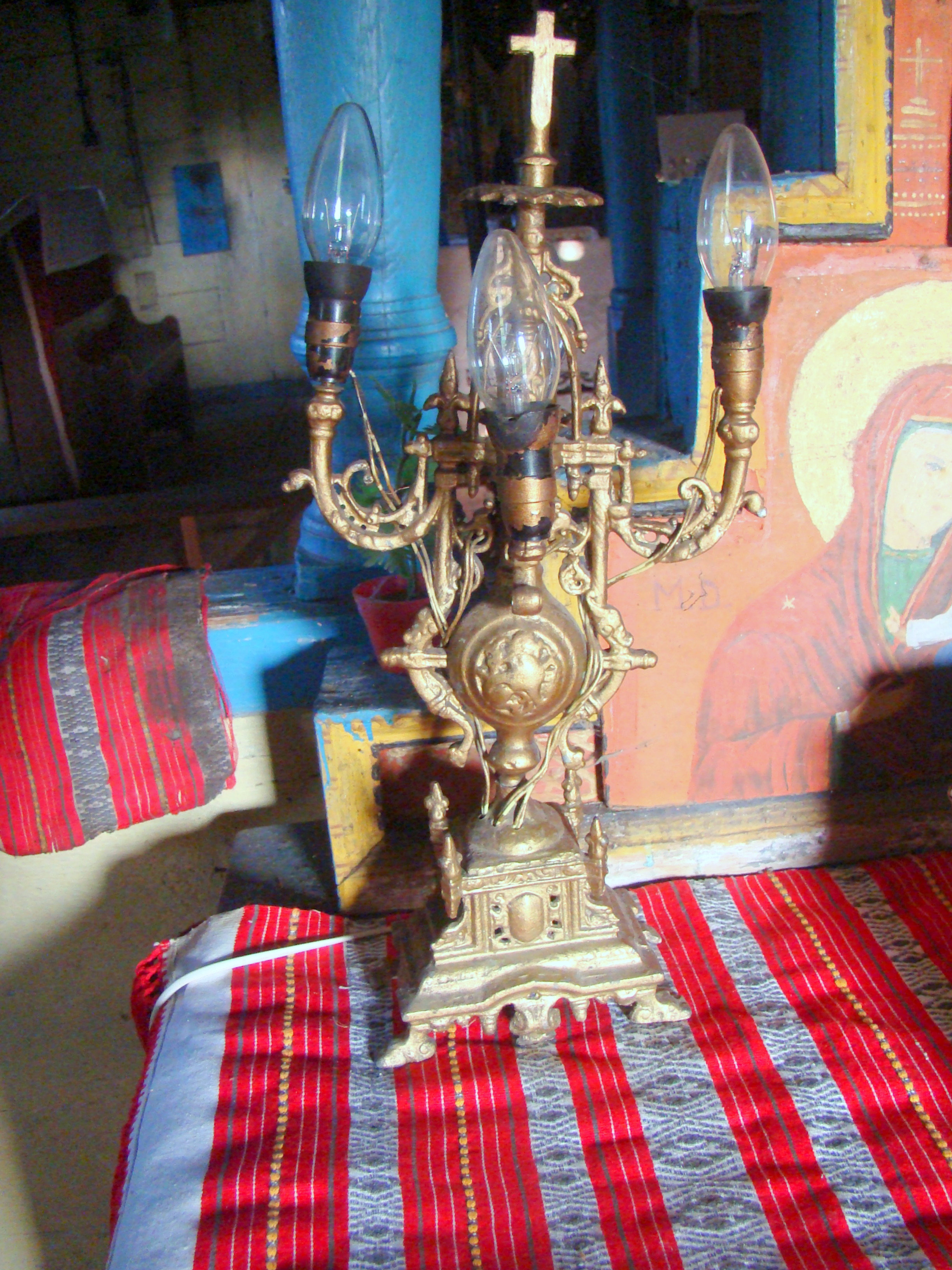
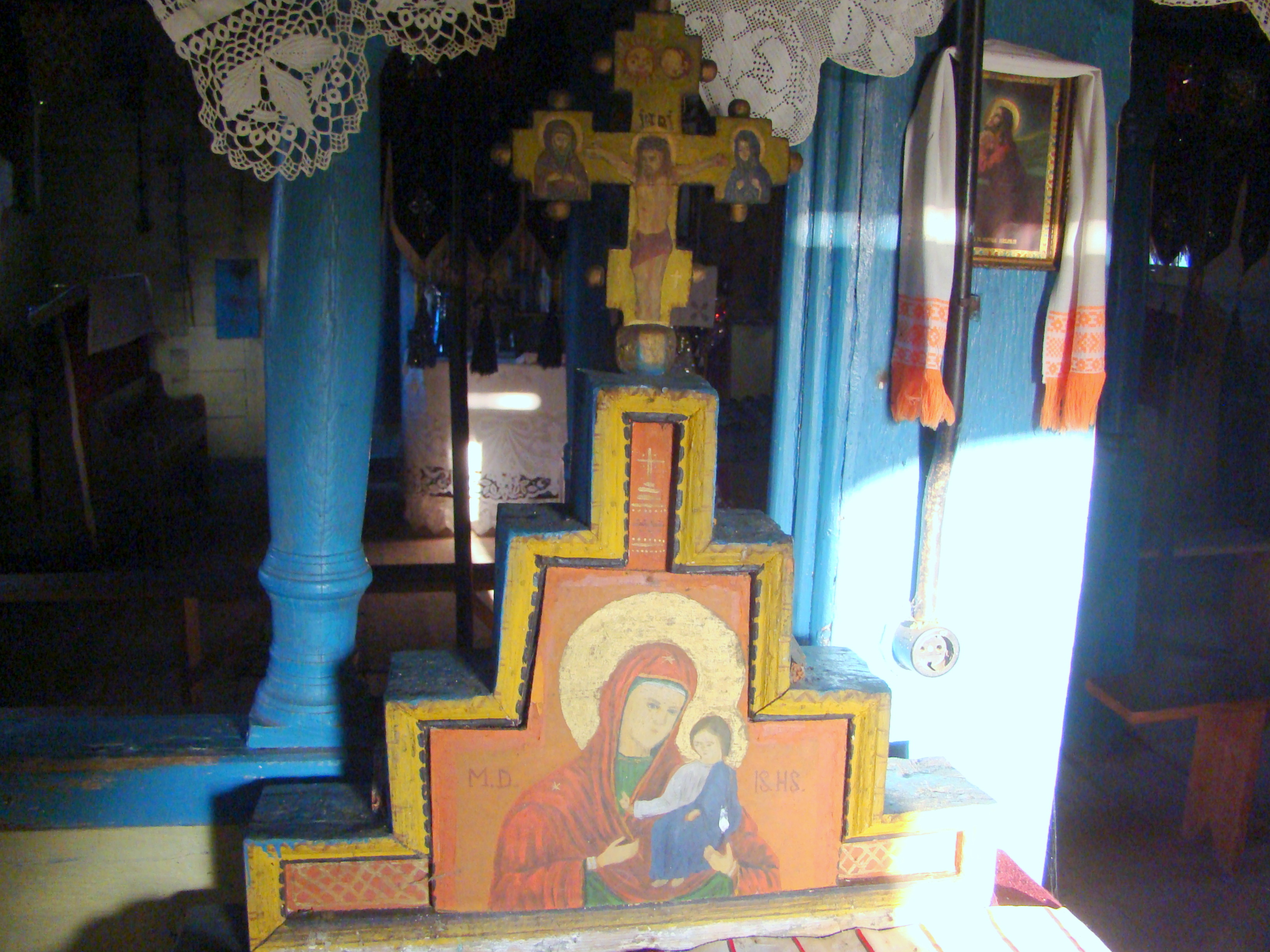
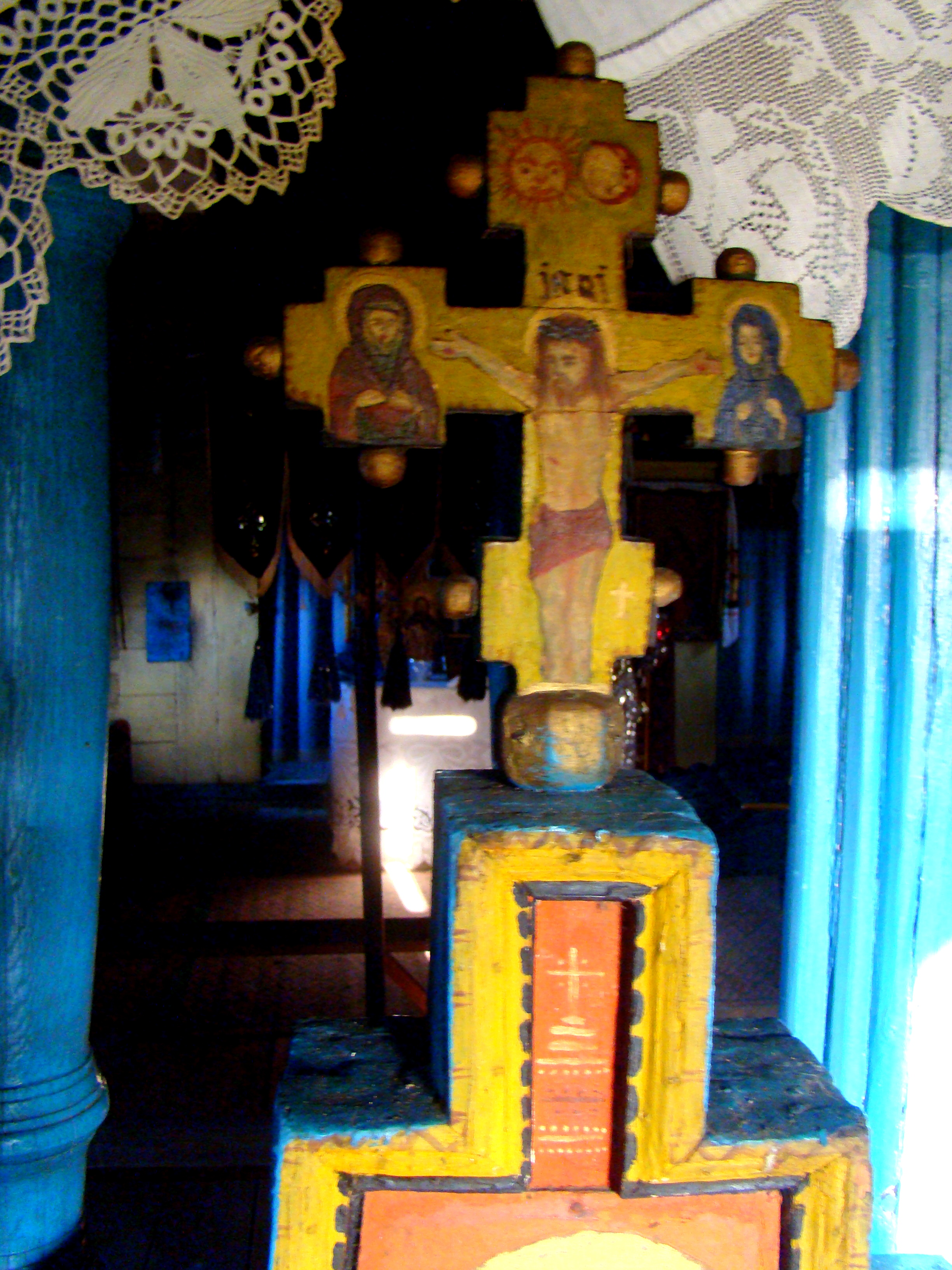
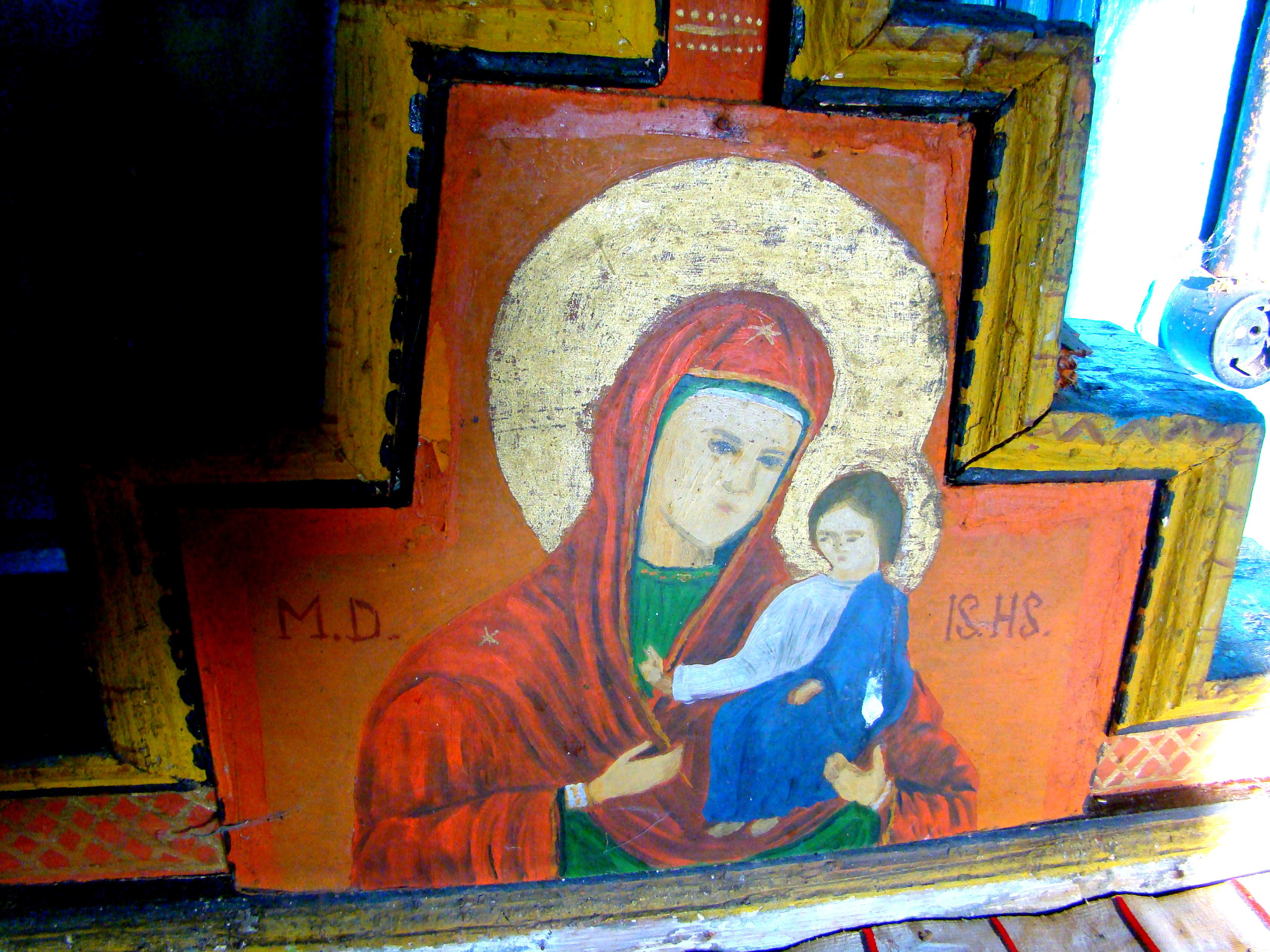
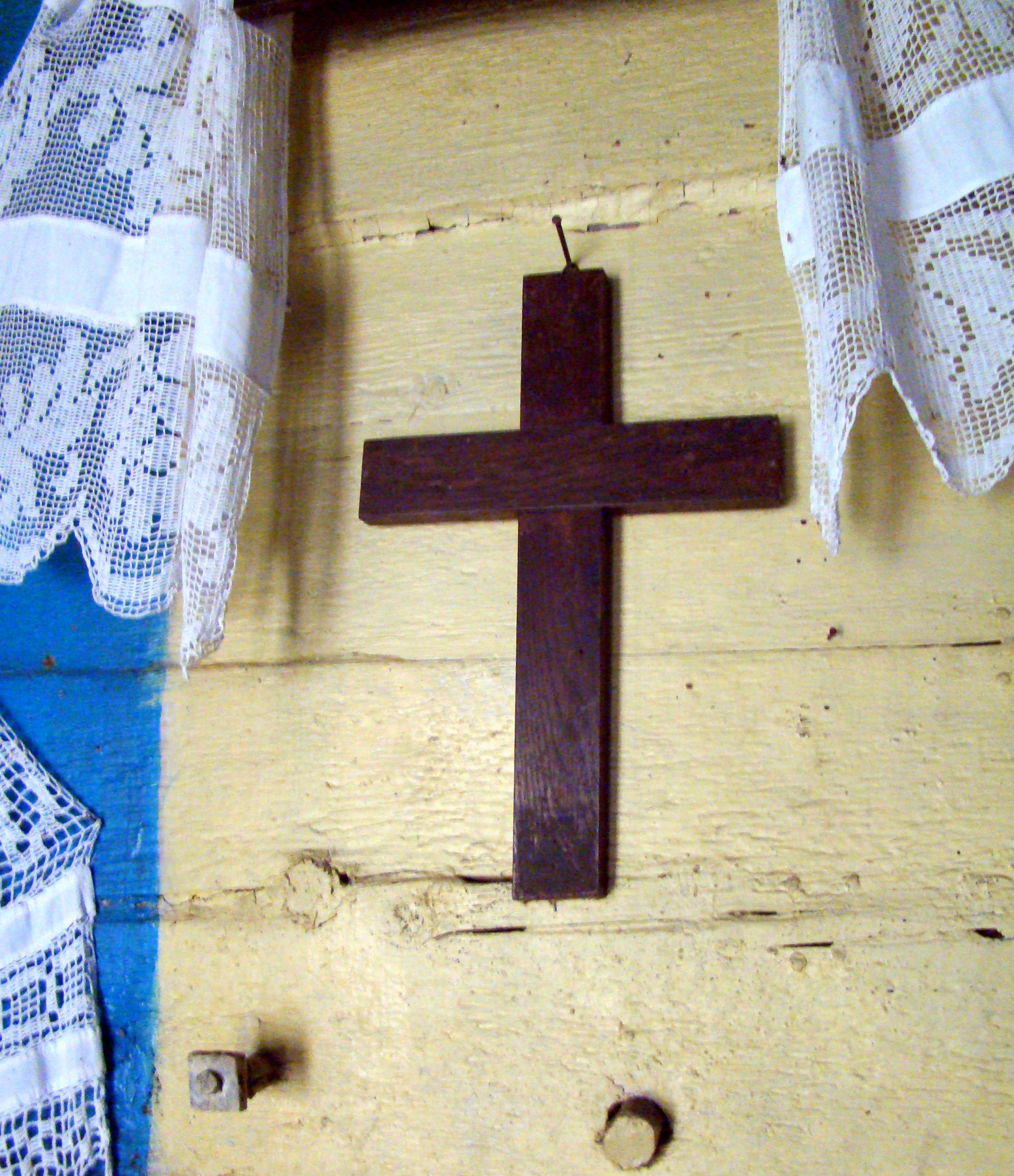
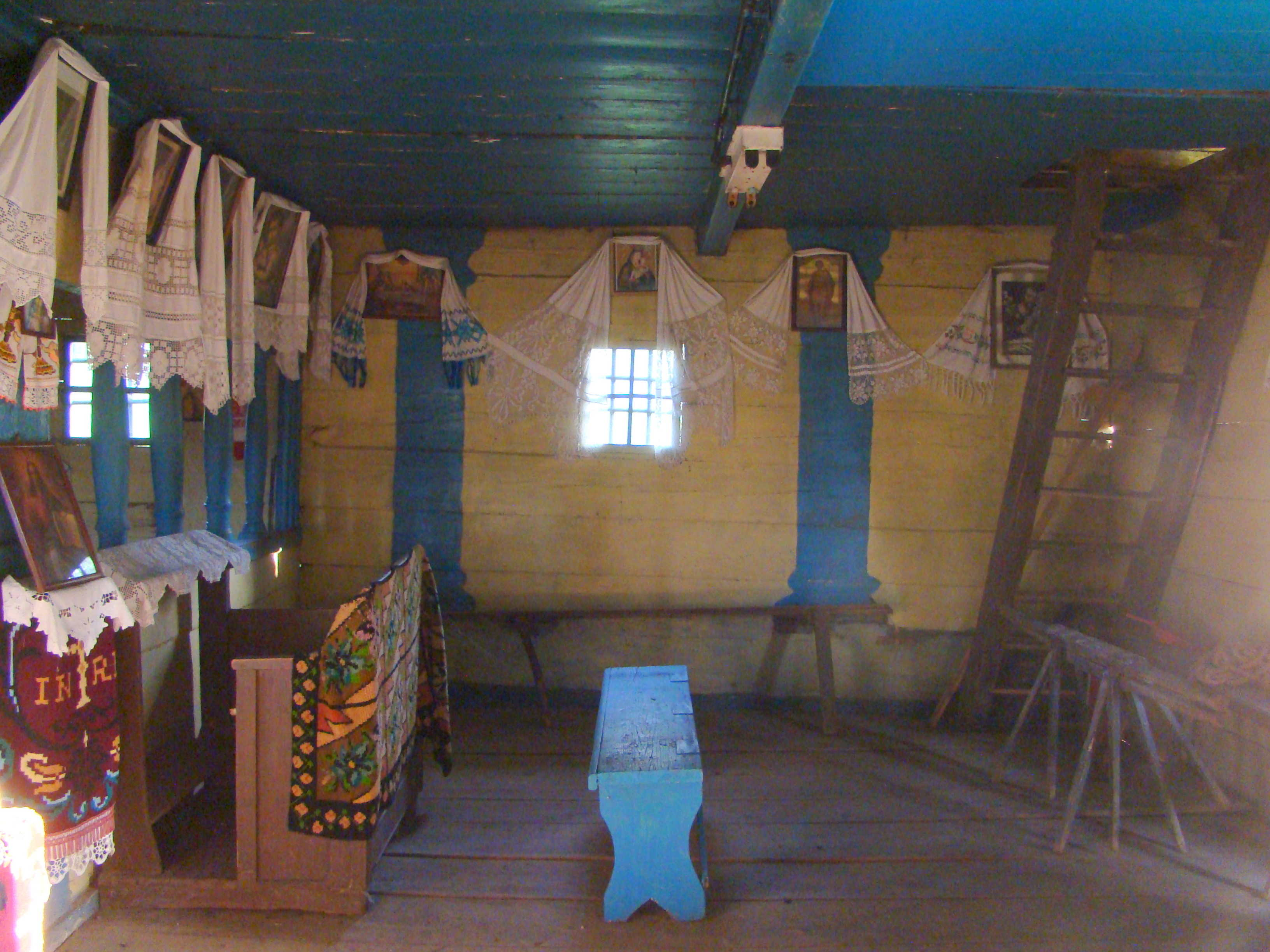
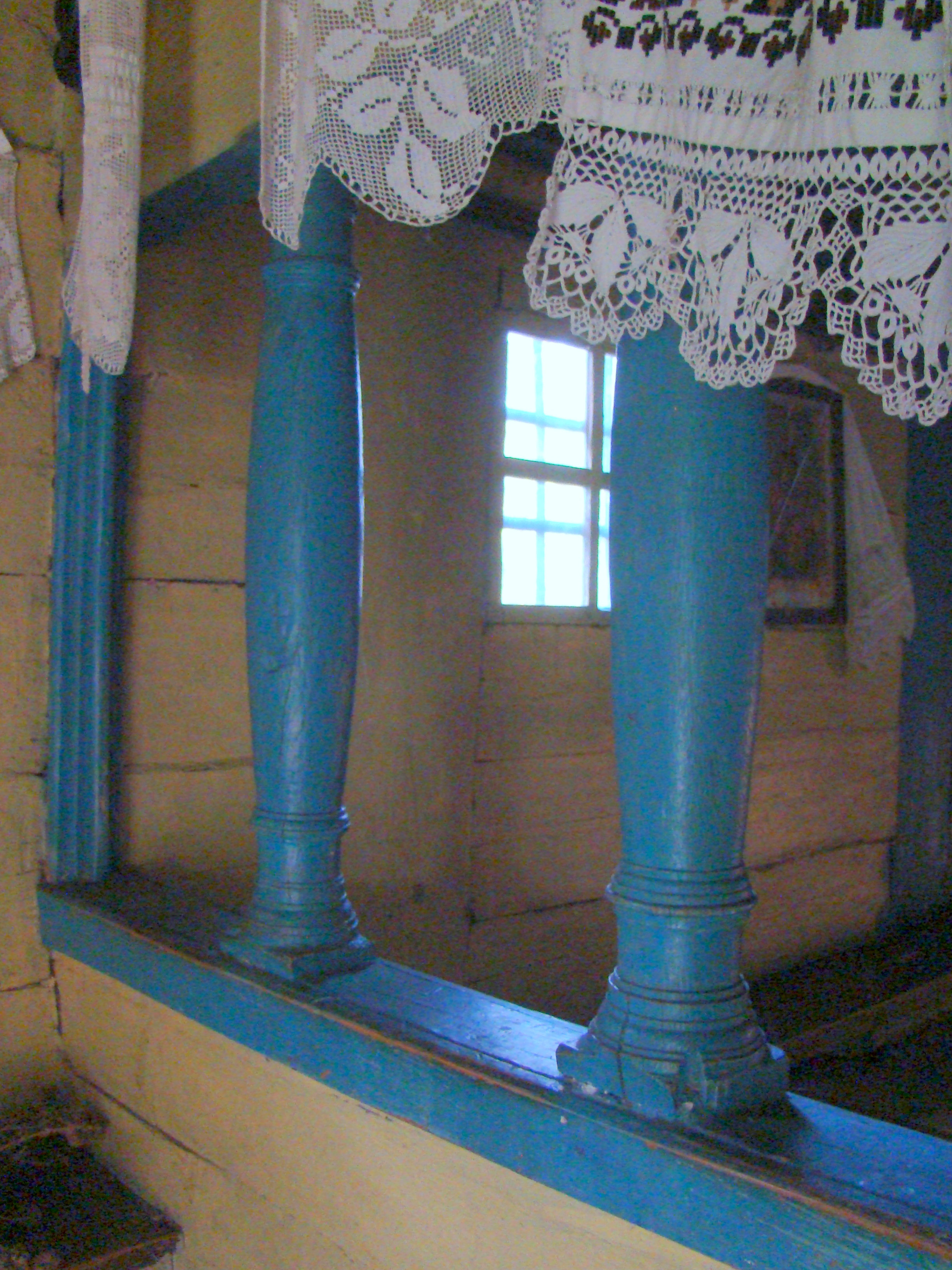
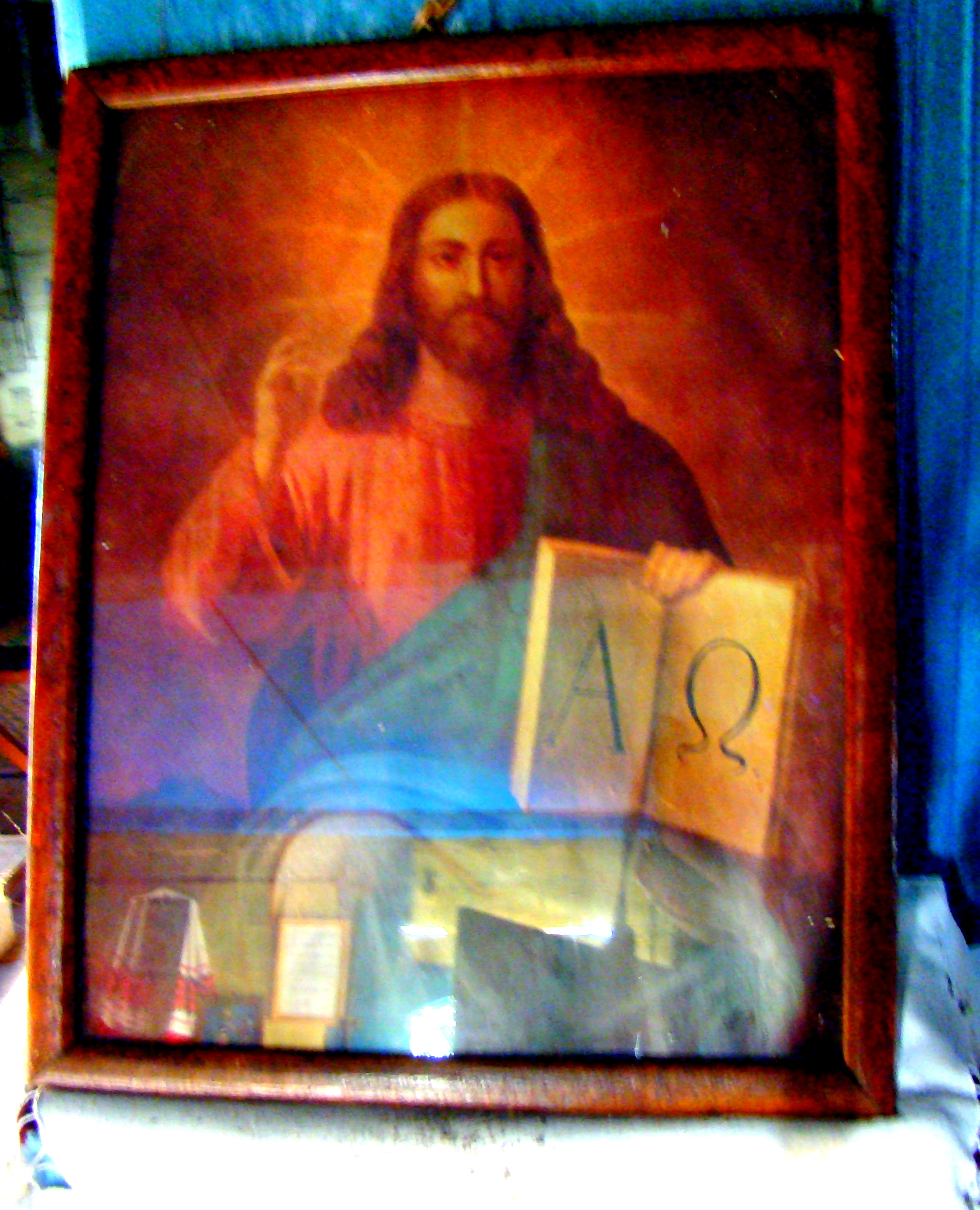
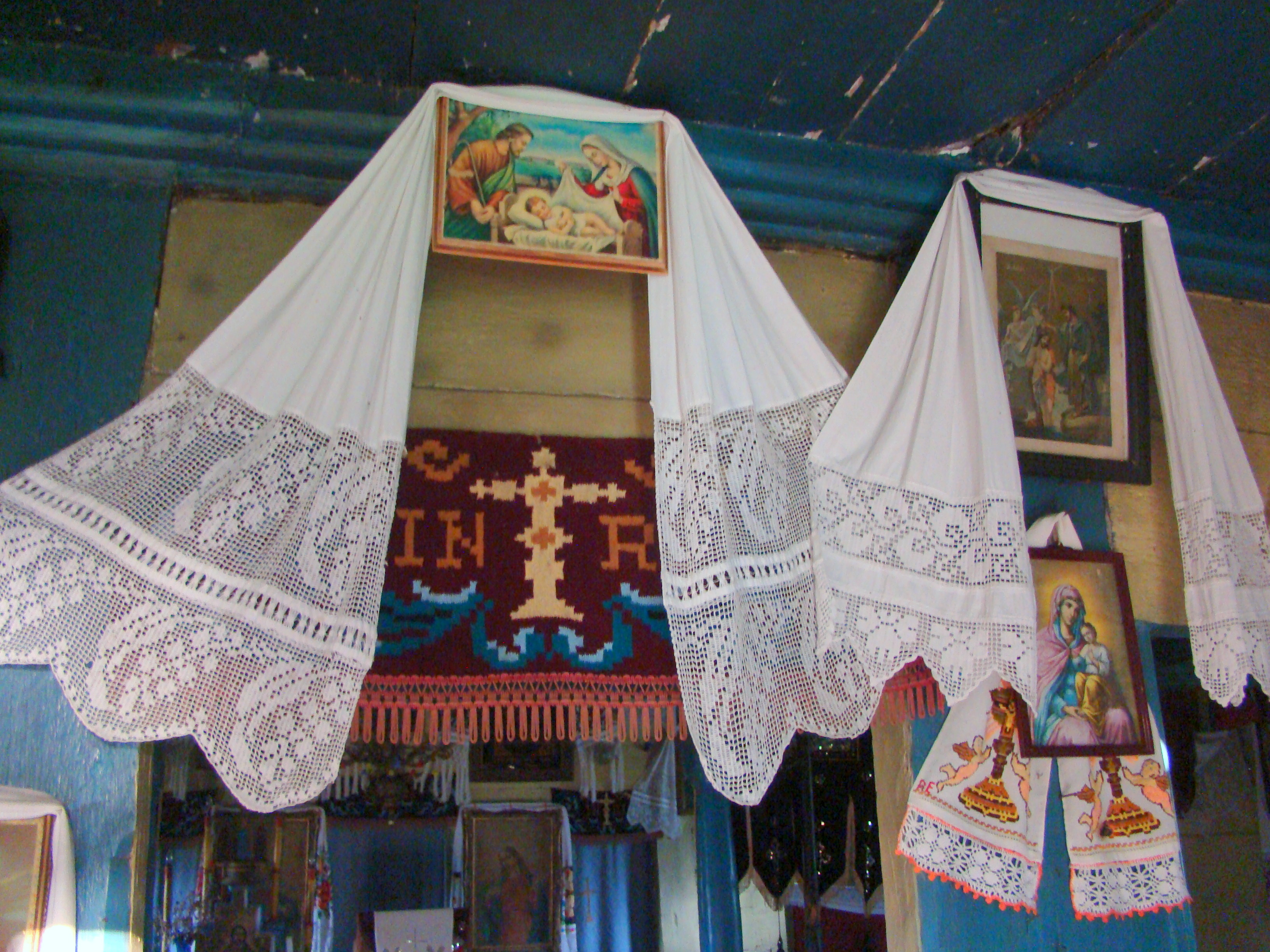
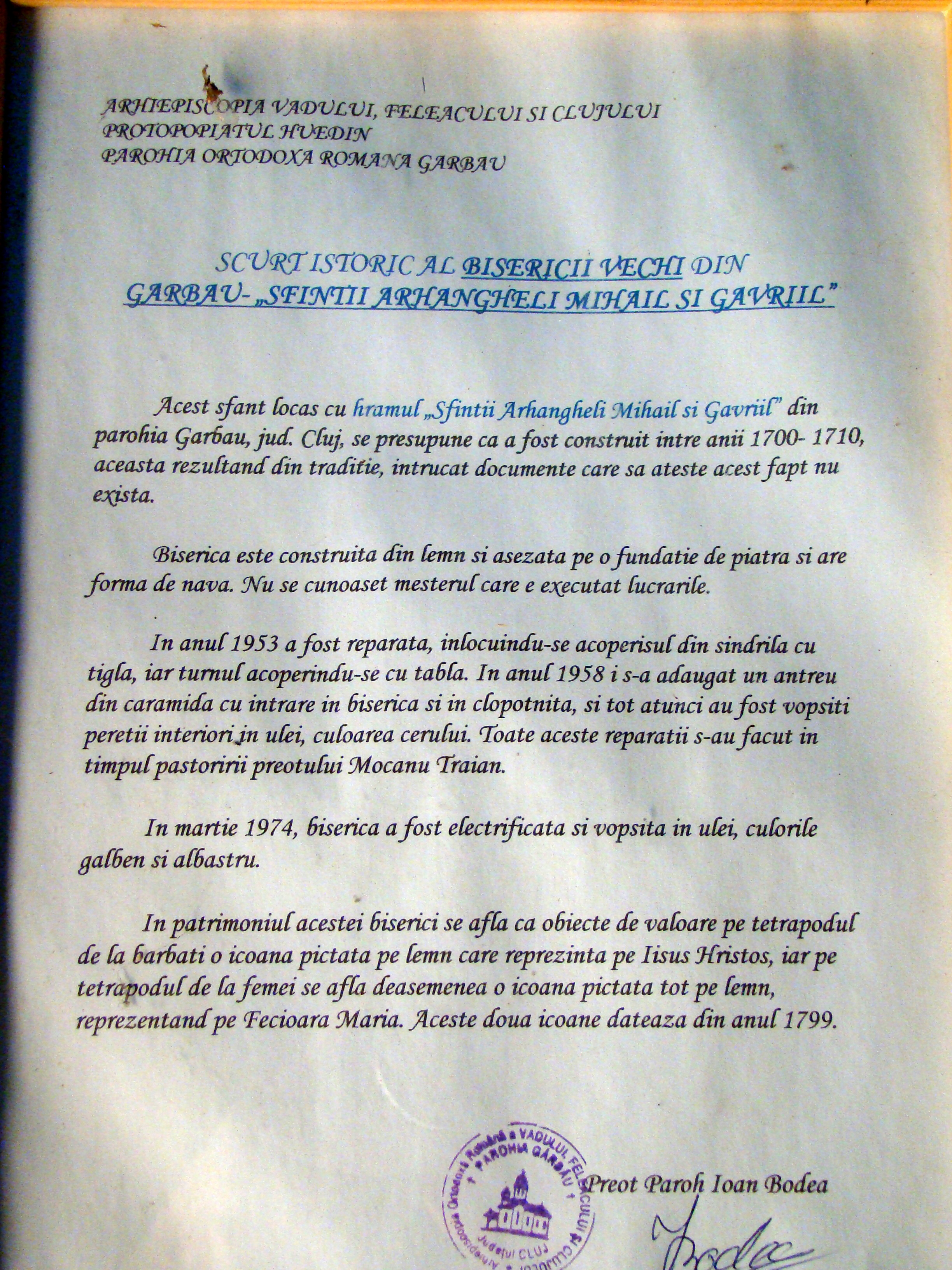
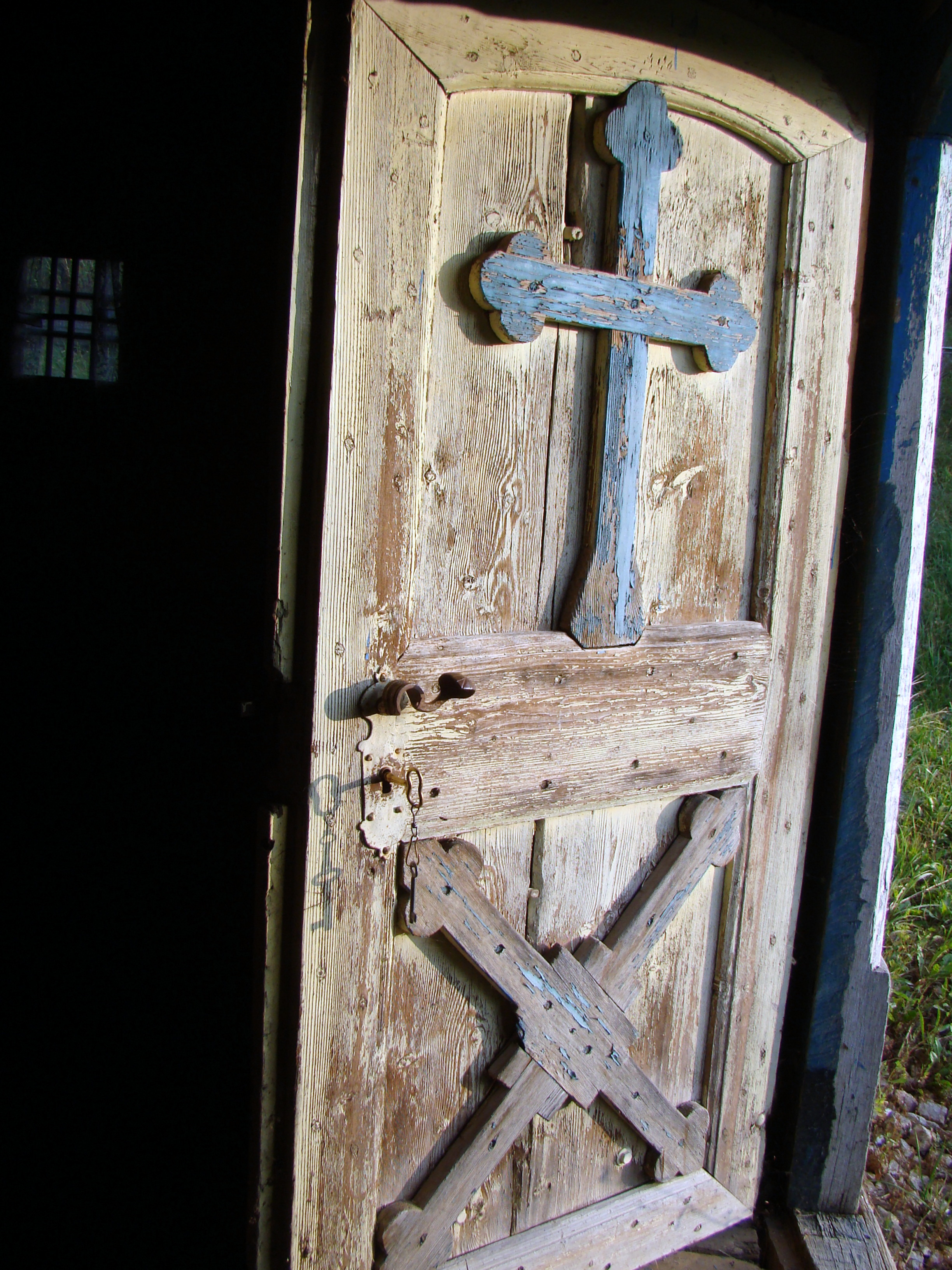